# 15 maja
15 maja jest 135. (w latach przestępnych 136.) dniem w kalendarzu gregoriańskim. Do końca roku pozostaje 230 dni.

## Święta
- Imieniny obchodzą: Atanazy, Cecyliusz, Czcibora, Dionizja, Florencjusz, Florenty, Izydor, Jan, Kasjusz, Maksym, Miłość, Nadzieja, Paweł, Piotr, Retycjusz, Retycja, Retyk, Robert, Stanibor, Strzeżysław, Symplicjusz, Symplicja, Wiktoryn, Zofia.
- Meksyk, Korea Południowa – Dzień Nauczyciela
- Międzynarodowe – Międzynarodowy Dzień Rodzin (proklamowane przez Zgromadzenie Ogólne ONZ)
- Paragwaj – Święto Niepodległości
- Polska – Dzień Polskiej Niezapominajki
- Wspomnienia i święta w Kościele katolickim[1][2] obchodzą:
  - bł. Andrzej Abellon, dominikanin
  - św. Dymfna, dziewica i męczennica
  - św. Florencjusz z Populonii, biskup
  - św. Izydor Oracz (patron diecezji kieleckiej)
  - św. Rupert z Bingen
  - św. Lucyfer z Cagliari, biskup
  - św. Zofia, męczennica („patronka” zjawiska klimatycznego zwanego zimną Zośką)
  - bł. Zofia Czeska (zakonnica)

## Wydarzenia w Polsce
- 1306 – Rozbicie dzielnicowe: książę Władysław Łokietek zajął Wawel, jednak sam Kraków pozostał wierny Czechom. Dopiero po śmierci króla Wacława III (4 sierpnia tego roku) poddał się Łokietkowi.
- 1414 – Został wydany przez kapitułę włocławską (właściciela Łodzi) przywilej lokacyjny, uznający mieszkańców wsi za mieszczan. Jednocześnie zwrócono się do króla z prośbą o przywilej monarszy i uznanie Łodzi za miasto pod względem prawno-ustrojowym.
- 1615 – Papież Paweł V potwierdził fundację klasztoru klarysek w Bydgoszczy i mianował Zofię Smoszewską ich pierwszą przełożoną.
- 1669 – Został zawarty układ między hetmanem Janem Sobieskim, prymasem Mikołajem Prażmowskim, kanclerzem wielkim litewskim Krzysztofem Zygmuntem Pacem i podskarbim wielkim koronnym Janem Andrzejem Morsztynem o popieraniu kandydatury Ludwika Burbona (Wielkiego Kondeusza) do korony polskiej, jako następcy Jana Kazimierza, który abdykował we wrześniu 1668 roku.
- 1684 – Marcjan Aleksander Ogiński został kanclerzem wielkim litewskim.
- 1807 – IV koalicja antyfrancuska:
  - Podczas oblężenia Gdańska wojska polsko-francuskie odparły odsiecz rosyjską pod dowództwem gen. mjra Nikołaja Kamieńskiego.
  - Zwycięstwo polskich ułanów z Legii Polsko-Włoskiej nad wojskiem pruskim w bitwie pod Strugą koło Wałbrzycha.
- 1809 – Wojna polsko-austriacka: nieudany austriacki atak na Toruń.
- 1815 – Antoni Henryk Radziwiłł został mianowany pierwszym i jedynym księciem-namiestnikiem autonomicznego Wielkiego Księstwa Poznańskiego.
- 1834 – Rozwiązał się Komitet Narodowy Polski i Ziem Zabranych.
- 1836 – Ostatnie widoczne dotychczas nad Polską obrączkowe zaćmienie Słońca.
- 1851 – Car Mikołaj I Romanow wydał ukaz dla Królestwa Polskiego zwalniający mieszkańców z obowiązku opłacania składki szkolnej i zapisywania dzieci do szkół elementarnych.
- 1863 – Powstanie styczniowe: w Płocku został rozstrzelany przez Rosjan gen. Zygmunt Padlewski.
- 1890 – W wyniku wywrócenia łodzi na przeprawie przez Odrę między Sławikowem a Turzem koło Raciborza utonęły 43 osoby (42 dziewczęta i młode kobiety oraz 12-letni chłopiec), wracające z kościoła w Sławikowie.
- 1909 – Utworzono Akademicki Związek Sportowy.
- 1911 – W Poznaniu rozpoczęła się Wschodnioniemiecka Wystawa Przemysłu, Rzemiosła i Rolnictwa.
- 1921 – W Wojsku Polskim nastąpiła likwidacja wszystkich białoruskich jednostek oraz została rozwiązana Białoruska Komisja Wojskowa.
- 1923 – W Krakowie dokonano zamachu bombowego na budynek redakcji żydowskiego, wydawanego w języku polskim „Nowego Dziennika”.
- 1926 – Przewrót majowy: po ustąpieniu ze stanowisk prezydenta Stanisława Wojciechowskiego i premiera Wincentego Witosa obowiązki prezydenta przejął marszałek Sejmu Maciej Rataj, a nowym premierem został Kazimierz Bartel.
- 1927 – W Dłubni (obecnie część Krakowa) została zamordowana przez męża, z którym była w trakcie rozwodu, modelka Zofia Paluchowa.
- 1932 – W Piotrkowie Trybunalskim rozpoczął obrady III Zjazd Organizacji Młodzieży Towarzystwa Robotniczego.
- 1936 – Powstał rząd Felicjana Sławoja Składkowskiego.
- 1940 – Heinrich Himmler opracował wstępne wytyczne dotyczące programu rabunku polskich dzieci.
- 1942 – W Klewaniu na Wołyniu oddziały niemieckie i ukraińskie rozstrzelały wszystkich miejscowych Żydów (ok. 1500 osób).
- 1951 – Z połączenia Golubia i Dobrzynia powstało miasto Golub-Dobrzyń.
- 1956 – Stanisław Królak jako pierwszy Polak wygrał kolarski Wyścig Pokoju.
- 1957 – Ukazało się pierwsze wydanie czasopisma dla dziewcząt „Filipinka”.
- 1977 – Założono Studencki Komitet Solidarności w Krakowie.
- 1993 – Premiera filmu Kolejność uczuć w reżyserii Radosława Piwowarskiego.
- 2002 – W Sosnowcu odsłonięto pomnik Jana Kiepury.
- 2006 – Selekcjoner Paweł Janas ogłosił skład reprezentacji Polski na Mistrzostwa Świata w Piłce Nożnej w Niemczech.
- 2020 – Dyrekcja stacji anulowała wydanie nr 1998 Listy przebojów Programu Trzeciego, w którym pierwsze miejsca zajęła piosenka Kazika Staszewskiego Twój ból jest lepszy niż mój.

## Wydarzenia na świecie

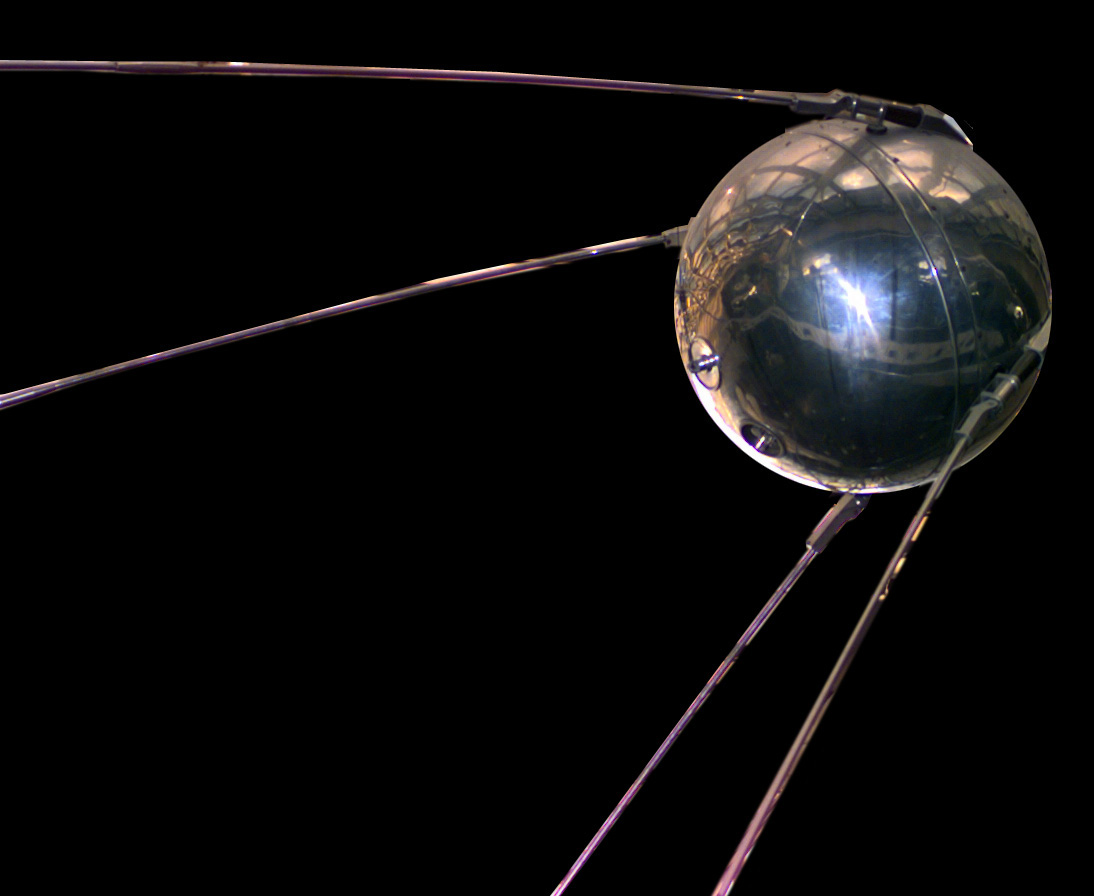
Replika Sputnika 1

- 392 – Wódz Franków Arbogast skłonił do samobójstwa lub kazał zamordować cesarza rzymskiego Walentyniana II i uczynił marionetkowym cesarzem Eugeniusa.
- 756 – Abd ar-Rahman I został emirem Kordoby.
- 1004 – Król niemiecki Henryk II Święty koronował się w Pawii na króla Włoch.
- 1239 – Król Szkocji Aleksander II ożenił się z Francuzką Marią de Coucy.
- 1252 – Papież Innocenty IV wydał bullę Ad extirpanda, w której zezwolił na stosowanie tortur wobec heretyków.
- 1403 – Wojna Appenzellu w Szwajcarii: zwycięstwo wojsk kantonu Appenzell nad siłami opactwa Sankt Gallen w bitwie pod Vögelinsegg.
- 1423 – Wojska przymierza szwabskich wolnych miast Rzeszy zdobyły po prawie rocznym oblężeniu zamek Hohenzollern w Badenii-Wirtembergii.
- 1440 – Władysław V Pogrobowiec został koronowany w katedrze w Székesfehérvárze na króla Węgier i Chorwacji.
- 1464 – Wojna Dwóch Róż: zwycięstwo Yorków w bitwie pod Hexham.
- 1525 – Wojna chłopska w Niemczech: klęską powstańców zakończyła się bitwa pod Frankenhausen.
- 1536 – Anna Boleyn, druga żona króla Anglii Henryka VIII Tudora, została skazana na śmierć przez ścięcie.
- 1544 – Blasco Núñez Vela został pierwszym hiszpańskim wicekrólem Peru.
- 1548 – Cesarz Karol V Habsburg ogłosił Interim augsburskie.
- 1567 – Królowa Szkotów Maria I Stuart poślubiła swego trzeciego męża Jamesa Hepburna, 4 hrabiego Bothwell.
- 1602 – Bartholomew Gosnold, jako pierwszy Europejczyk, dopłynął do półwyspu w dzisiejszym Massachusetts, który nazwał Cape Cod (Przylądek Dorsza).
- 1618 – Johannes Kepler sformułował swoje trzecie prawo.
- 1642 – Abbas II został koronowany na szacha Persji.
- 1648:
  - VI wojna wenecko-turecka: wojska tureckie rozpoczęły oblężenie Kandii na Krecie.
  - Został ratyfikowany pokój z Münster kończący wojnę osiemdziesięcioletnią, w wyniku której Niderlandy wywalczyły wyzwolenie spod panowania hiszpańskiego.
- 1654 – VI wojna wenecko-turecka: nieudany atak wojsk tureckich na twierdzę Perast.
- 1702 – Anglia, Holandia i Austria wypowiedziały wojnę Francji i Hiszpanii – początek wojny o sukcesję hiszpańską.
- 1718 – Brytyjski prawnik i wynalazca James Puckle opatentował pierwszy karabin maszynowy.
- 1768 – Został zawarty traktat wersalski na mocy którego Republika Genui zrzekła się swoich pretensji do władzy nad Korsyką i oddała prawa do niej Francji za 2 miliony lirów długu, jaki miała wobec Ludwika XV.
- 1792 – I koalicja antyfrancuska: Francja wypowiedziała wojnę Królestwu Sardynii.
- 1796 – I koalicja antyfrancuska: Napoleon Bonaparte zajął Mediolan.
- 1800 – W londyńskim teatrze doszło do nieudanej próby zamachu na króla Jerzego III Hanowerskiego.
- 1811 – Paragwaj ogłosił niepodległość (od Hiszpanii).
- 1836 − Brytyjski astronom Francis Baily, podczas obserwacji obrączkowego zaćmienia Słońca, odkrył zjawisko zwane dziś perłami Baily’ego, do którego dochodzi, gdy światło słoneczne przedostaje się przez nierówności na brzegu tarczy Księżyca.
- 1848 – Rewolucja lutowa: na wieść o wybuchu powstania wielkopolskiego w Paryżu odbyła się demonstracja na rzecz niepodległości Polski (tzw. dzień polski).
- 1849 – Wojska króla Obojga Sycylii Ferdynanda II Burbona brutalnie zdławiły republikańskie powstanie na Sycylii.
- 1860 – Włoska wojna wyzwoleńcza: wojska powstańcze Giuseppe Garibaldiego pokonały siły Burbonów w bitwie pod Calatafimi.
- 1862 – Wojna secesyjna: zwycięstwo Konfederatów w bitwie pod Drewry’s Bluff.
- 1878 – Założono Tokijską Giełdę Papierów Wartościowych.
- 1882 – Car Rosji Aleksander III Romanow zatwierdził restrykcyjne Tymczasowe regulacje dotyczące Żydów (znane również jako Prawa majowe), wniesione przez ministra spraw wewnętrznych Nikołaja Ignatjewa.
- 1891 – Papież Leon XIII ogłosił encyklikę Rerum novarum.
- 1892 – Giovanni Giolitti został premierem Włoch.
- 1904 – Wojna rosyjsko-japońska: krążownik pancernopokładowy „Yoshino” został staranowany i zatopiony we mgle przez płynący za nim krążownik pancerny „Kasuga”, w wyniku czego zginęło 319 członków załogi, a uratowano 19. Tego samego dnia flota japońska utraciła też pancerniki „Hatsuse” i „Yashima”, które weszły na miny.
- 1905 – Założono Las Vegas.
- 1908 – Założono Międzynarodową Federację Hokeja na Lodzie (IIHF).
- 1910:
  - Reprezentacja Włoch w piłce nożnej w swym pierwszym oficjalnym meczu pokonała w Mediolanie Francję 6:2.
  - W Hamburgu założono klub sportowy FC St. Pauli.
- 1911 – Sąd Najwyższy Stanów Zjednoczonych, zgodnie z ustawą antymonopolową nakazał podział międzynarodowej korporacji Standard Oil, kierowanej przez Johna D. Rockefellera.
- 1915 – Założono hiszpański klub piłkarski Real Unión Irun.
- 1916:
  - I wojna światowa: rozpoczęła się włosko-austriacka bitwa pod Asiago.
  - W Waco w Teksasie został brutalnie zlinczowany oskarżony o morderstwo, upośledzony umysłowo czarnoskóry 17-latek Jessie Washington.
- 1917 – I wojna światowa: zwycięstwo floty austro-węgierskiej w bitwie w Cieśninie Otranto, dzięki któremu jej blokada przez statki aliantów została poważnie osłabiona.
- 1918:
  - I wojna światowa: ostrzał Village Bay na szkockiej wyspie Hirta przez niemiecki okręt podwodny.
  - Porażką komunistów zakończyła się wojna domowa w Finlandii.
- 1919 – Wojna grecko-turecka: armia grecka rozpoczęła okupację wojenną Izmiru.
- 1920 – W Paryżu odbyła się premiera baletu Pulcinella z muzyką Igora Strawinskiego.
- 1922 – W Genewie Polska i Niemcy przyjęły konwencję dotyczącą spraw ludnościowych i własnościowych na Górnym Śląsku po plebiscycie z 1921 roku.
- 1926 – Radio Zagrzeb rozpoczęło regularne nadawanie programu.
- 1928 – Premiera pierwszego filmu rysunkowego z Myszką Miki.
- 1929 – 125 osób zginęło w pożarze kliniki w Cleveland w amerykańskim stanie Ohio.
- 1930 – Ellen Church jako pierwsza w historii stewardesa obsługiwała pasażerów w samolocie United Airlines, lecącym z Oakland w Kalifornii do Chicago.
- 1931 – Papież Pius XI ogłosił encyklikę Quadragesimo anno.
- 1932 – W czasie nieudanej próby zamachu stanu grupa 11 japońskich młodych oficerów marynarki wtargnęła do domu premiera Tsuyoshiego Inukaia, który zginął od kul. Zamachowcy planowali zamordować także przebywającego z wizytą w Japonii Charliego Chaplina, który jednak wraz z synem premiera wybrał się obejrzeć walki sumo.
- 1934 – Na Łotwie doszło do zamachu stanu pod kierownictwem Kārlisa Ulmanisa.
- 1935 – Otwarto pierwszą linię moskiewskiego metra.
- 1936 – Gwatemala wystąpiła z Ligi Narodów.
- 1938 – Paul-Henri Spaak został premierem Belgii.
- 1940:
  - Kampania norweska: zbombardowany poprzedniego dnia statek pasażerski „Chrobry” został dobity torpedą zrzuconą przez samolot brytyjski i zatonął.
  - W San Bernardino w Kalifornii bracia Dick i Mac McDonaldowie założyli firmę McDonald’s.
- 1941:
  - II wojna światowa w Afryce: Brytyjczycy rozpoczęli operację „Brevity”, której celem było wyzwolenie Tobruku.
  - Dokonano oblotu pierwszego brytyjskiego samolotu odrzutowego Gloster E.28/39.
  - Élie Lescot został prezydentem Haiti.
- 1943:
  - Józef Stalin rozwiązał Komintern.
  - Muhammad VIII został bejem Tunisu.
- 1948 – Wybuchła I wojna izraelsko-arabska.
- 1949 – Papież Pius XII kanonizował Joannę de Lestonnac.
- 1950 – Otwarto nowy ratusz miejski w Oslo.
- 1951:
  - Czesław Miłosz, wówczas urzędnik w polskiej ambasadzie w Paryżu, poinformował na konferencji prasowej o zerwaniu współpracy z władzami komunistycznymi i pozostaniu na emigracji.
  - W Pradze otwarto pierwszą na świecie izbę wytrzeźwień.
- 1955:
  - Fidel Castro został na mocy amnestii zwolniony z więzienia.
  - Francuska wyprawa dokonała pierwszego wejścia na himalajski ośmiotysięcznik Makalu.
  - Ministrowie spraw zagranicznych 4 mocarstw okupacyjnych i Austrii podpisali w Wiedniu austriacki traktat państwowy przywracający austriacką niepodległość oraz przewidujący jej neutralność i zakaz wchodzenia w związki gospodarcze i polityczne z Niemcami.
- 1956 – Wystartował pierwszy program chorwackiej telewizji publicznej HRT 1 (jako TVZ1).
- 1957 – Na wyspie Malden na Pacyfiku Wielka Brytania przeprowadziła pierwszy test bomby wodorowej.
- 1958:
  - Premiera amerykańskiego musicalu filmowego Gigi w reżyserii Vincente’a Minnellego na podstawie powieści Sidonie-Gabrielle Colette.
  - W stolicy Ghany Akrze zorganizowano pierwszą Konferencję Niepodległych Krajów Afryki.
  - ZSRR dokonał drugiego, tym razem udanego startu sztucznego satelity Sputnik 3.
- 1960 – W ZSRR wystrzelono sztucznego satelitę Sputnik 4.
- 1962 – Wystrzelono amerykańskiego satelitę wywiadowczego Corona 41.
- 1963 – Gordon Cooper odbył lot kosmiczny na pokładzie statku Mercury-Atlas 9, ostatni w ramach programu „Merkury”.
- 1965 – 10 osób zginęło, a 21 zostało rannych w wyniku zejścia lawiny śnieżnej na hotel Schneefernerhaus na zboczu Zugspitze w Alpach Bawarskich.
- 1968 – Książę Filip położył kamień węgielny pod nowy budynek Royal Prince Alfred Yacht Club w Pittwater w australijskim stanie Nowa Południowa Walia.
- 1969 – Z powodu braku koordynacji przy napełnianiu zbiorników balastowych zatonął przy nabrzeżu stoczniowym w Vallejo w Kalifornii okręt podwodny z napędem jądrowym USS „Guitarro”, który po podniesieniu i wyremontowaniu wszedł do służby z ponad dwuletnim opóźnieniem.
- 1970 – Założono szwedzki klub hokejowy IF Björklöven.
- 1971 – W Sallen w północnej Francji w wyniku zarwania podłogi sali w której odbywało się przyjęcie weselne zginęło 13 osób.
- 1972:
  - Okupowana od 1945 roku przez Amerykanów Okinawa wróciła pod zarząd japoński.
  - W Laurel w stanie Maryland 21-letni Arthur Bremer postrzelił 4 osoby, w tym gubernatora Alabamy George’a Wallace’a, który ubiegał się o nominację Partii Demokratycznej na urząd prezydenta USA.
- 1974 – 3 terrorystów z Ludowego Frontu Wyzwolenia Palestyny przekroczyło w przebraniu za izraelskich żołnierzy granicę libańsko-izraelską i ostrzelało autobus, zabijając 2 Izraelki i raniąc 6 osób. Następnie wkroczyli do wsi Ma’alot, gdzie zabili 3 Izraelczyków i zajęli szkołę podstawową, biorąc jako zakładników grupę 90 uczniów z nauczycielami. Podczas nieudanej akcji odbicia zakładników przeprowadzonej przez izraelskich komandosów zginęło 26 osób (w tym wszyscy terroryści i jeden komandos), a 17 zostało rannych.
- 1975 – György Lázár został premierem Węgier.
- 1976:
  - 52 osoby zginęły w katastrofie samolotu An-24 na Ukrainie.
  - Zlikwidowano komunikację trolejbusową w fińskim Tampere.
- 1981 – Brytyjski statek badawczy odkrył na dnie Morza Barentsa wrak zatopionego w 1942 roku krążownika HMS „Edinburgh”, który przewoził 5,5 tony złota będącego częścią zapłaty ze strony radzieckiej za dostawy Lend-Lease.
- 1982 – Na torze w Indianapolis w jednym z najbrutalniejszych wypadków w historii wyścigów samochodowych zginął amerykański kierowca Gordon Smiley.
- 1984 – Dokonano oblotu włosko-brazylijskiego lekkiego samolotu szturmowego AMX International AMX.
- 1987 – Została wystrzelona radziecka bojowa stacja kosmiczna Polus.
- 1988 – Rozpoczęła się ewakuacja wojsk radzieckich z Afganistanu.
- 1989:
  - Luis Alberto Sánchez został premierem Peru.
  - Michaił Gorbaczow przybył z wizytą do Pekinu.
- 1990:
  - Portret doktora Gacheta Vincenta van Gogha został sprzedany za 82,5 mln dolarów.
  - W Bułgarii zakończyły się obrady Okrągłego Stołu.
- 1991:
  - Édith Cresson jako pierwsza kobieta stanęła na czele francuskiego rządu.
  - Premiera polsko-francusko-norweskiego filmu Podwójne życie Weroniki w reżyserii Krzysztofa Kieślowskiego.
- 1992 – Podpisano traktat taszkencki.
- 1993 – W irlandzkim Millstreet odbył się 38. Konkurs Piosenki Eurowizji.
- 1996 – Premiera czeskiego filmu Kola w reżyserii Jana Svěráka.
- 1997:
  - 22 lata po zakończeniu wojny w Laosie, USA przyznały się oficjalnie do brania w niej udziału, czemu dotąd zaprzeczały.
  - Prezydent Alaksandr Łukaszenka został przewodniczącym Narodowego Komitetu Olimpijskiego Republiki Białorusi (spośród 117 członków sprzeciwił się tylko arcymistrz szachowy Wiktor Kuprejczyk).
  - Rozpoczęła się misja STS-84 wahadłowca Atlantis.
- 1998 – Premiera amerykańskiego filmu Zaklinacz koni w reżyserii Roberta Redforda.
- 2000 – Armia brytyjska rozpoczęła ewakuację swoich obywateli z ogarniętego wojną domową Sierra Leone (operacja „Palliser”).
- 2001 – Został wystrzelony satelita telekomunikacyjny Intelsat 10.
- 2004:
  - Komitet Wykonawczy FIFA dokonał wyboru kandydatury RPA na gospodarza Mistrzostw Świata w Piłce Nożnej 2010.
  - W Stambule odbył się 49. Konkurs Piosenki Eurowizji.
- 2005:
  - W Etiopii odbyły się wybory parlamentarne.
  - Premiera filmu science fiction Gwiezdne wojny: część III – Zemsta Sithów w reżyserii George’a Lucasa.
- 2006 – Giorgio Napolitano został zaprzysiężony na urząd prezydenta Włoch.
- 2007 – 25 osób zginęło, a ponad 30 zostało rannych w samobójczym zamachu bombowym w pakistańskim Peszawarze.
- 2010 – Niespełna 17-letnia Australijka Jessica Watson zawinęła swym jachtem do portu w Sydney, kończąc jako najmłodsza osoba w historii samotny rejs dookoła świata.
- 2011 – W Hiszpanii powstał ruch Indignados.
- 2012 – François Hollande został zaprzysiężony na urząd prezydenta Francji.
- 2014 – Joe Natuman został premierem Vanuatu.
- 2015 – W czasopiśmie „Science” ukazał się artykuł o odkryciu stałocieplności u pierwszej znanej ryby – strojnika (Lampris guttatus).
- 2017 – Édouard Philippe został premierem Francji.
- 2020 – Podczas rutynowego lotu na Florydzie rozbił się myśliwiec F-22 Raptor, którego pilot zdołał się bezpiecznie katapultować.
- 2022 – Tytus Brandsma, César de Bus, Karol de Foucauld, Maria Dominika Mantovani, Alojzy Maria Palazzolo, Łazarz Pillai, Anna Maria Rivier, Maria Franciszka Rubatto, Justyn Maria Russolillo i Karolina Santocanale zostali kanonizowani przez papieża Franciszka.
- 2023 – Ľudovít Ódor został premierem Słowacji.
- 2024:
  - Lawrence Wong został premierem Singapuru.
  - W mieście Handlová został postrzelony premier Słowacji Robert Fico.

## Urodzili się
- 1448 – Henryk I Starszy z Podiebradów, książę ziębicki, hrabia kłodzki, władca na Podiebradach, książę oleśnicki i wołowski (zm. 1498)
- 1459:
  - Ercole Bentivoglio, włoski kondotier (zm. 1507)
  - Jan I Wittelsbach, palatyn i książę Palatynatu-Simmern/Hunsrück (zm. 1509)
- 1531 – Maria Habsburg, arcyksiężniczka austriacka, księżna Jülich-Kleve-Berg (zm. 1581)
- 1565 – Hendrick de Keyser, holenderski architekt, rzeźbiarz, medalier (zm. 1621)
- 1567 – Claudio Monteverdi, włoski kompozytor, śpiewak operowy, skrzypek (zm. 1643)
- 1594 – Cesare Monti, włoski duchowny katolicki, arcybiskup Mediolanu (zm. 1650)
- 1608 – Renat Goupil, francuski jezuita, misjonarz, męczennik, święty (zm. 1642)
- 1628 – Carlo Cignani, włoski malarz (zm. 1719)
- 1633 – Sebastian Vauban, francuski inżynier wojskowy, konstruktor fortyfikacji, ekonomista, marszałek Francji (zm. 1707)
- 1652 – Jacopo Boncompagni, włoski duchowny katolicki, arcybiskup Bolonii, kardynał (zm. 1731)
- 1665 – Gundaker Althann, austriacki generał, architekt, budowniczy (zm. 1747)
- 1675 – Tadeusz Krusiński, polski jezuita, lekarz, orientalista, archiwista, podróżnik, misjonarz, dyplomata (zm. 1751)
- 1720 – Maksymilian Hell, węgierski astronom (zm. 1792)
- 1743 – Onufry Kajetan Szembek, polski duchowny katolicki, biskup płocki, polityk, senator Księstwa Warszawskiego (zm. 1808)
- 1749 – Levi Lincoln, amerykański prawnik, polityk (zm. 1820)
- 1763 – Franz Danzi, niemiecki kompozytor (zm. 1826)
- 1770 – Joseph Hopper Nicholson, amerykański prawnik, polityk (zm. 1817)
- 1773 – Klemens Lothar von Metternich, austriacki polityk, dyplomata (zm. 1859)
- 1774 – Johann Nepomuk von Fuchs, niemiecki chemik, mineralog (zm. 1856)
- 1778 – Aleksander Stanisław Potocki, polski hrabia, ziemianin, polityk (zm. 1845)
- 1783 – Jan Nepomucen Kurowski, polski agronom, pisarz (zm. 1866)
- 1792 – James Mayer Rothschild, niemiecko-francuski bankier pochodzenia żydowskiego (zm. 1868)
- 1795 – Adolf Bernhard Marx, niemiecki kompozytor, teoretyk muzyki (zm. 1866)
- 1797 – Constantine Phipps, brytyjski arystokrata, dyplomata, polityk (zm. 1863)
- 1800 – Carl Heinrich Knorr, niemiecki przedsiębiorca (zm. 1875)
- 1801:
  - Édouard Lartet, francuski paleontolog (zm. 1871)
  - Joseph Ludwig Raabe, szwajcarski matematyk (zm. 1859)
- 1803 – Juan Almonte, meksykański urzędnik, wojskowy, dyplomata (zm. 1869)
- 1808 – Michael William Balfe, irlandzki kompozytor, śpiewak (zm. 1870)
- 1813 – Stephen Heller, węgierski kompozytor (zm. 1888)
- 1817 – Hryhorij Hładyłowycz, ukraiński duchowny greckokatolicki, administrator dekanatu birczańskiego (zm. 1904)
- 1818:
  - Bogumił Dawison, polski aktor pochodzenia żydowskiego (zm. 1872)
  - Feliks Jan Szczęsny Morawski, polski historyk, pisarz, malarz, etnograf (zm. 1898)
- 1820 – Grímur Thomsen, islandzki poeta (zm. 1897)
- 1822 – Wanda Malczewska, polska mistyczka, wizjonerka, błogosławiona (zm. 1896)
- 1825 – Maria Teresa Scrilli, włoska zakonnica, błogosławiona (zm. 1889)
- 1826 – Henri Mouhot, francuski przyrodnik, podróżnik, odkrywca (zm. 1861)
- 1829 – Józef Rawicz, polski bankier, dyplomata pochodzenia żydowskiego (zm. 1901)
- 1838:
  - Ulysse Butin, francuski malarz (zm. 1883)
  - Hilary Majewski, polski architekt (zm. 1892)
- 1845:
  - Jan Czerski, polski geolog, paleontolog, przyrodnik, badacz Syberii (zm. 1892)
  - Ilja Miecznikow, rosyjski mikrobiolog, laureat Nagrody Nobla (zm. 1916)
- 1848 – Carl Wernicke, niemiecki neurolog, psychiatra (zm. 1905)
- 1849 – Zofia Urbanowska, polska pisarka (zm. 1939)
- 1850:
  - Jan Beyzym, polski jezuita, misjonarz, błogosławiony (zm. 1912)
  - Wilhelm Kopp, niemiecki przemysłowiec (zm. 1919)
- 1851 – Herbert Lawford, brytyjski tenisista (zm. 1925)
- 1856:
  - L. Frank Baum, amerykański pisarz (zm. 1919)
  - Matthias Zurbriggen, szwajcarski wspinacz, przewodnik górski (zm. 1917)
- 1857 – Williamina Fleming, szkocko-amerykańska astronom (zm. 1911)
- 1859 – Pierre Curie, francuski fizyk, laureat Nagrody Nobla (zm. 1906)
- 1861 – Paul Blau, niemiecki duchowny ewangelicki (zm. 1944)
- 1864 – Vilhelm Hammershøi, duński malarz (zm. 1916)
- 1870 – Upasani Maharadż, indyjski guru hinduistyczny (zm. 1941)
- 1871 – Mysterious Billy Smith, kanadyjski bokser (zm. 1937)
- 1872 – Marija Ivanauskaitė-Lastauskienė, litewska pisarka (zm. 1957)
- 1873:
  - Jan Babiński, polski inżynier cukrownik, chemik, wykładowca akademicki (zm. 1921)
  - Idhomeno Kosturi, albański działacz narodowy, polityk, premier Albanii (zm. 1943)
  - Ryszard Paweł Kunicki, polski lekarz, polityk, poseł na Sejm Ustawodawczy (zm. 1960)
  - Pawło Skoropadski, ukraiński polityk, wojskowy (zm. 1945)
- 1874:
  - Władimir Fiodorow, rosyjski generał porucznik, konstruktor broni strzeleckiej (zm. 1966)
  - Richard Schirrmann, niemiecki założyciel schronisk młodzieżowych (zm. 1961)
- 1875:
  - Zygmunt Peszkowski, polski mistrz cukiernictwa (zm. 1946)
  - Adam Święcicki, polski polityk, senator RP (zm. 1946)
- 1877 – Gabriel Faure, francuski pisarz (zm. 1962)
- 1878 – Zofia Sokolnicka, polska polityk, poseł na Sejm Ustawodawczy i na Sejm RP (zm. 1927)
- 1879:
  - Adolf Hoel, norweski geolog, ekolog, polarnik (zm. 1964)
  - Tadeusz Nowakowski, polski kapitan saperów, architekt, malarz (zm. 1957)
- 1883:
  - Maurice Feltin, francuski duchowny katolicki, arcybiskup Paryża, kardynał (zm. 1975)
  - Bolesław Fotygo-Folański, polski aktor, śpiewak operowy i operetkowy, reżyser operowy (zm. 1954)
  - Franz Johannes Rosumek, niemiecki inżynier, polityk, poseł na Sejm RP (zm. 1938)
- 1884:
  - Joseph Dréher, francuski lekkoatleta, długodystansowiec (zm. 1941)
  - Max Taut, niemiecki architekt (zm. 1967)
- 1885 – Marian Kukiel, polski generał dywizji, historyk wojskowości, działacz społeczny i polityczny (zm. 1973)
- 1886 – Per Bergman, szwedzki żeglarz sportowy (zm. 1950)
- 1887:
  - Jan Ciechanowski, polski ekonomista, dyplomata (zm. 1973)
  - Edwin Muir, szkocki poeta, prozaik, tłumacz (zm. 1959)
  - Anton Olsen, norweski strzelec sportowy (zm. 1968)
- 1888 – Józef Ryszkiewicz (syn), polski malarz batalista (zm. 1942)
- 1889:
  - Michał Rossler-Moczulski, polski mikrofotograf i makrofotograf naukowy (zm. 1967)
  - Joachim Utech, niemiecki architekt (zm. 1960)
  - Tadeusz Zwisłocki, polski inżynier chemik (zm. 1929)
- 1890:
  - Antoni Antczak, polski dziennikarz, działacz narodowo-demokratyczny, samorządowiec, polityk, poseł na Sejm RP i do KRN, więzień polityczny (zm. 1952)
  - Aleksander Błażejowski, polski pisarz, dziennikarz (zm. 1940)
  - Ferdynand Goetel, polski dramaturg, prozaik, publicysta, świadek zbrodni katyńskiej (zm. 1960)
  - Katherine Anne Porter, amerykańska dziennikarka, pisarka, eseistka (zm. 1980)
  - Józef Twardzicki, polski ekonomista, bankowiec, polityk, prezydent Bydgoszczy (zm. 1972)
  - Erwin Vierow, niemiecki generał piechoty (zm. 1982)
- 1891:
  - Michaił Bułhakow, rosyjski prozaik, dramaturg (zm. 1940)
  - Walter Geisler, niemiecki geograf (zm. 1945)
  - Arthur Creech Jones, brytyjski polityk (zm. 1964)
  - Johann Koplenig, austriacki polityk komunistyczny (zm. 1968)
  - Jella Lepman, niemiecka dziennikarka, pisarka, tłumaczka, działaczka kulturalna pochodzenia żydowskiego (zm. 1970)
- 1892:
  - Zdzisław Józef Czendefu, polski szeregowy pochodzenia chińskiego (zm. 1978)
  - Frantz Heldenstein, luksemburski rzeźbiarz (zm. 1975)
  - Jimmy Wilde, walijski bokser (zm. 1969)
- 1893 – Fusae Ichikawa, japońska feministka (zm. 1981)
- 1894:
  - Josef Jacobs, niemiecki pilot wojskowy, as myśliwski (zm. 1978)
  - Feg Murray, amerykański lekkoatleta, płotkarz (zm. 1973)
  - Ture Ödlund, szwedzki curler (zm. 1942)
  - Marcin Tomaka, polski duchowny katolicki, męczennik, Sługa Boży (zm. 1942)
  - Feliks Wrobel, polski kompozytor, pedagog, teolog (zm. 1954)
- 1895:
  - Prescott Bush, amerykański bankier, polityk, senator (zm. 1972)
  - Ludwik Karaffa-Korbut, polski major piechoty (zm. 1939)
  - Leon Prauziński, polski malarz, rysownik (zm. 1940)
  - Feliks Skubiszewski, polski chirurg (zm. 1981)
  - Stanisław Wyszyński, polski kapitan administracji (zm. 1940)
  - Astrid Zachrison, szwedzka superstulatka (zm. 2008)
- 1896:
  - Charles Mehan, amerykański rugbysta (zm. 1972)
  - Emil Mika, polski działacz niepodległościowy, folklorysta (zm. 1941)
- 1897:
  - Ludo van Bogaert, belgijski neuropatolog (zm. 1989)
  - Henry Kaltenbrunn, południowoafrykański kolarz szosowy i torowy (zm. 1971)
  - Bolesław Marzec, polski kapitan piechoty, działacz niepodległościowy (zm. ?)
- 1898:
  - Michel Adlen, ukraińsko-francuski malarz pochodzenia żydowskiego (zm. 1980)
  - Arletty, francuska aktorka, piosenkarka, modelka (zm. 1992)
- 1899:
  - Chaim Hanft, polski rzeźbiarz, malarz pochodzenia żydowskiego (zm. 1951)
  - Leonard B. Jordan, amerykański polityk, senator (zm. 1983)
- 1900:
  - Reşid Rahmeti Arat, turecki językoznawca, wykładowca akademicki pochodzenia tatarskiego (zm. 1964)
  - Zdzisław Avenarius, polski ziemianin, polityk, poseł na Sejm RP (zm. 1975)
  - Nikołaj Ochłopkow, rosyjski aktor (zm. 1967)
  - Nikołaj Trufanow, radziecki generał pułkownik (zm. 1982)
- 1901:
  - Boris Berman, radziecki funkcjonariusz organów bezpieczeństwa, polityk pochodzenia żydowskiego (zm. 1939)
  - Luis Monti, argentyńsko-włoski piłkarz, trener (zm. 1983)
  - Jełubaj Tajbekow, radziecki i kazachski polityk (zm. 1991)
- 1902:
  - Feliks Kupniewicz, polski działacz komunistyczny (zm. 1975)
  - Zygmunt Lewoniewski, rosyjski pilot pochodzenia polskiego (zm. 1937)
  - Anny Ondra, czeska aktorka (zm. 1987)
  - Zeng Yongquan, chiński dyplomata, polityk (zm. 1996)
- 1903:
  - Wacław Brejter, polski malarz (zm. 1981)
  - Zenon Kononowicz, polski malarz (zm. 1971)
- 1904:
  - Helena Blum, polska historyk sztuki (zm. 1984)
  - Gustaf Adolf Boltenstern, szwedzki jeździec sportowy (zm. 1995)
  - Georg Knöpfle, niemiecki piłkarz, trener (zm. 1987)
- 1905:
  - Joseph Cotten, amerykański aktor (zm. 1994)
  - Abraham Zapruder, amerykański przedsiębiorca, filmowiec amator pochodzenia żydowskiego (zm. 1970)
- 1906:
  - Alf Andersen, norweski skoczek narciarski (zm. 1975)
  - Jan Baranowicz, polski poeta, prozaik (zm. 1983)
  - Humberto Delgado, portugalski generał lotnictwa (zm. 1965)
  - Bogusław Krawczyk, polski komandor podporucznik (zm. 1941)
  - Stanisław Turski, polski matematyk, polityk (zm. 1986)
  - Mariechen Wehselau, amerykańska pływaczka (zm. 1992)
- 1907:
  - Thomas J. Dodd, amerykański polityk, senator (zm. 1971)
  - Ernest Granier, francuski żeglarz sportowy (zm. 1993)
- 1908:
  - Lars-Erik Larsson, szwedzki kompozytor (zm. 1986)
  - Olgierd Szlekys, polski malarz, architekt wnętrz, dekorator (zm. 1980)
- 1909:
  - Józef Grzybek, polski historyk, dyrygent, organista (zm. 1986)
  - James Mason, brytyjski aktor (zm. 1984)
- 1910:
  - Constance Cummings, amerykańska aktorka (zm. 2005)
  - Ilja Kawierin, radziecki starszy sierżant (zm. 1963)
  - Aniela Rzyszczewska, polska hrabianka, uczestniczka konkursów piękności (zm. 1986)
- 1911:
  - Max Frisch, szwajcarski pisarz, dramaturg, architekt (zm. 1991)
  - Ferdynand Herok, polski pedagog, działacz społeczny, polityk (zm. 1998)
- 1912:
  - Arthur Berger, amerykański kompozytor, pedagog, krytyk muzyczny (zm. 2003)
  - André de Toth, węgierski reżyser, scenarzysta i producent filmowy (zm. 2002)
- 1914:
  - Oscar Casanovas, argentyński bokser (zm. 1987)
  - Tenzing Norgay, nepalski himalaista (zm. 1986)
  - Jan Wosiński, polski duchowny katolicki, biskup pomocniczy i administrator apostolski diecezji płockiej (zm. 1996)
- 1915:
  - Aniela Bem-Mączewska, polska księgowa, działaczka PTTK (zm. 1985)
  - Shōzō Makino, japoński pływak (zm. 1987)
  - Mario Monicelli, włoski reżyser i scenarzysta filmowy (zm. 2010)
  - Paul Samuelson, amerykański ekonomista, laureat Nagrody Banku Szwecji im. Alfreda Nobla w dziedzinie ekonomii (zm. 2009)
  - William Witney, amerykański reżyser filmowy i telewizyjny (zm. 2002)
  - Włodzimierz Wnuk, polski pisarz, publicysta (zm. 1992)
- 1916:
  - Fritz Stöckli, szwajcarski zapaśnik, bobsleista (zm. 1968)
  - Zofia Turowicz, polska działaczka niepodległościowa, pilotka, instruktorka szybownictwa i spadochroniarstwa (zm. 2012)
- 1917 – Jerzy Duszyński, polski aktor (zm. 1978)
- 1918:
  - Eddy Arnold, amerykański muzyk country (zm. 2008)
  - Peter Bowers, amerykański dziennikarz, pisarz (zm. 2003)
  - Joseph Wiseman, kanadyjski aktor (zm. 2009)
- 1919:
  - Eugenia Charles, dominicka polityk, premier Dominiki (zm. 2005)
  - Halina Czengery, polska aktorka (zm. 1981)
  - Aleksandyr Gerow, bułgarski poeta, prozaik (zm. 1997)
  - Zofia Jarema, polska reżyserka, scenografka, lalkarka (zm. 2008)
- 1920:
  - Goffredo Lombardo, włoski producent filmowy (zm. 2005)
  - Mieczysław Obiedziński, polski generał broni (zm. 1993)
  - Nasr Allah Butrus Sufajr, libański duchowny katolicki, maronicki patriarcha Antiochii, kardynał (zm. 2019)
- 1921:
  - Iwan Astachow, radziecki pilot wojskowy, as myśliwski (zm. 1944)
  - Guri Madhi, albański malarz, rzeźbiarz (zm. 1988)
  - Leopold Tajner, polski skoczek narciarski (zm. 1993)
  - Siaʻosi Tuʻihala Alipate Tupou, tongański arystokrata, dyplomata, polityk, premier Tonga (zm. 2009)
  - Čestmír Vycpálek, czeski piłkarz, trener (zm. 2002)
- 1922:
  - Bernard Bugdoł, polski górnik, przodownik pracy (zm. 2008)
  - Adil Çarçani, albański polityk (zm. 1997)
  - Selma Engel-Wijnberg, holenderska Żydówka, uczestniczka powstania w obozie zagłady w Sobiborze (zm. 2018)
  - Franciszek Fenikowski, polski pisarz (zm. 1982)
  - Piotr Guzy, polski pisarz (zm. 2018)
- 1923:
  - Isataj Äbdykärymow, kazachski i radziecki polityk (zm. 2001)
  - Richard Avedon, amerykański fotograf pochodzenia żydowskiego (zm. 2004)
  - Władimir Suchodiejew, rosyjski filozof, dziennikarz, pisarz (zm. 2020)
- 1924:
  - Maria Koepcke, niemiecko-peruwiańska ornitolog (zm. 1971)
  - Hrant Woskanian, ormiański i radziecki polityk (zm. 2005)
- 1925:
  - Tadeusz Bartosik, polski aktor (zm. 1985)
  - Andriej Eszpaj, rosyjski kompozytor (zm. 2015)
  - Ludmiła Kasatkina, rosyjska aktorka (zm. 2012)
  - Genowefa Rejman, polska prawnik, polityk (zm. 2011)
  - Viktor Stratobërdha, albański reżyser filmowy (zm. 2000)
- 1926:
  - Anthony Shaffer, brytyjski prozaik, dramaturg, scenarzysta filmowy (zm. 2001)
  - Peter Shaffer, brytyjski dramaturg, scenarzysta filmowy (zm. 2016)
  - Józef Wiłkomirski, polski dyrygent, wiolonczelista, kompozytor, uczestnik powstania warszawskiego (zm. 2020)
- 1927:
  - Andrzej Fabrycy, polski chemik-organik, wykładowca akademicki (zm. 1979)
  - Dow Freiberg, izraelski pisarz (zm. 2008)
  - Wasilij Wasiljew, rosyjski piłkarz, trener (zm. 1993)
- 1928:
  - Janusz Galewicz, polski reżyser, scenarzysta, autor sztuk dla dzieci (zm. 2014)
  - Alicja Graczykowska-Koczorowska, polska lekarka, profesor nauk medycznych (zm. 1999)
  - Mieczysław Józefczyk, polski duchowny katolicki, teolog, socjolog religii, historyk (zm. 2019)
- 1929:
  - Zofia Banet-Fornalowa, polska historyk, esperantystka, publicystka (zm. 2012)
  - Andrew Bertie, brytyjski wielki mistrz zakonu joannitów (zm. 2008)
- 1930:
  - Jasper Johns, amerykański malarz
  - Jerzy Pachlowski, polski pisarz (zm. 2012)
  - Andrzej Walicki, polski filozof, historyk idei (zm. 2020)
  - Aleksandra Wojciechowska, polska animatorka kultury, etnograf (zm. 2009)
- 1931:
  - Paweł Fuks, polsko-izraelski ekonomista, brydżysta
  - Frits Korthals Altes, holenderski prawnik, polityk, minister sprawiedliwości, przewodniczący Eerste Kamer (zm. 2025)
  - Pavlina Nikaj, albańska piosenkarka (zm. 2011)
  - Jakub Stalica, polski działacz komunistyczny (zm. 1978)
  - Wojciech Szuppe, polski siatkarz, trener (zm. 2018)
  - Nechama Tec, amerykańska socjolog, wykładowczyni akademicka, pisarka pochodzenia żydowskiego (zm. 2023)
- 1932:
  - Ahmed Naseer Bunda, pakistański hokeista na trawie (zm. 1993)
  - John Glen, brytyjski reżyser filmowy
  - Witold Kaczanowski, polski malarz, rzeźbiarz (zm. 2025)
  - Turgay Şeren, turecki piłkarz, bramkarz, trener (zm. 2016)
  - Wojciech Szymański, polski archeolog, mediewista, wykładowca akademicki
  - Arkadij Wolski, rosyjski inżynier hutniczy, polityk (zm. 2006)
- 1933:
  - Peter Broadbent, angielski piłkarz (zm. 2013)
  - Gustav Dallner, szwedzki cytolog
  - Émilius Goulet, kanadyjski duchowny katolicki, arcybiskup metropolita Saint-Boniface
  - Ursula Schleicher, niemiecka polityk, eurodeputowana
- 1934:
  - John Keegan, brytyjski historyk wojskowości (zm. 2012)
  - Stefan Müller, polski architekt, urbanista, teoretyk architektury (zm. 2018)
  - Bernard Ringeissen, francuski pianista (zm. 2025)
- 1935:
  - Don Bragg, amerykański lekkoatleta, tyczkarz (zm. 2019)
  - Barry Desmond, irlandzki polityk, eurodeputowany
  - Bogusław Gorski, polski działacz sportowy, polityk (zm. 2023)
  - Utah Phillips, amerykański muzyk, kompozytor, poeta, gawędziarz, aktywista polityczny (zm. 2008)
- 1936:
  - Anna Maria Alberghetti, włoska aktorka
  - Kabuł Rasułow, rosyjski operator filmowy (zm. 2020)
  - Ralph Steadman, brytyjski ilustrator
  - Paul Zindel, amerykański prozaik, dramaturg, scenarzysta filmowy (zm. 2003)
- 1937:
  - Madeleine Albright, amerykańska polityk, dyplomatka, sekretarz stanu pochodzenia żydowskiego (zm. 2022)
  - Manuel Astorga, chilijski piłkarz, bramkarz
  - Jurij Sisikin, rosyjski florecista
  - Trini Lopez, amerykański aktor, piosenkarz, gitarzysta pochodzenia meksykańskiego (zm. 2020)
- 1938:
  - Mireille Darc, francuska aktorka, modelka, reżyserka filmowa (zm. 2017)
  - Zofia Grzebisz-Nowicka, polska polityk, poseł na Sejm PRL i RP
  - Jerzy Jachowicz, polski dziennikarz, publicysta
- 1939:
  - Stanisław Dróżdż, polski poeta, artysta sztuk wizualnych (zm. 2009)
  - Barbara Hammer, amerykańska reżyserka filmowa (zm. 2019)
  - Sylwan (Kilin), rosyjski duchowny prawosławny, biskup Nowosybirska i całej Syberii (zm. 2021)
  - Euzebiusz (Sawwin), rosyjski biskup prawosławny
  - Dorothy Shirley, brytyjska lekkoatletka, skoczkini wzwyż
  - Tony Staley, australijski polityk (zm. 2023)
  - Sejylbek Szauchamanow, radziecki i kazachski polityk (zm. 2018)
- 1940:
  - Carlos Bielicki, argentyński szachista pochodzenia polskiego (zm. 2024)
  - Proinsias De Rossa, irlandzki polityk, eurodeputowany
  - Ira Einhorn, amerykański ekolog, zabójca pochodzenia żydowskiego (zm. 2020)
  - Lainie Kazan, amerykańska aktorka, piosenkarka
  - Tadeusz Łaukajtys, polski alpinista (zm. 2015)
  - Natalie Myburgh, południowoafrykańska pływaczka (zm. 2014)
  - Don Nelson, amerykański koszykarz
- 1941:
  - Beniamino Depalma, włoski duchowny katolicki, arcybiskup ad personam Noli
  - Shpëtim Shmili, albański aktor (zm. 1994)
- 1942:
  - Barnabas Sibusiso Dlamini, suazyjski polityk, premier Suazi (zm. 2018)
  - Charles Horman, amerykański dziennikarz (zm. 1973)
  - Jusuf Kalla, indonezyjski polityk, wiceprezydent
  - Dieter Kurrat, niemiecki piłkarz, trener (zm. 2017)
  - Ahmad Mari, egipski aktor (zm. 1995)
- 1943:
  - Juan Aguilar, argentyński bokser (zm. 2015)
  - Marianne Gossweiler, szwajcarska jeźdźczyni sportowa
  - Bernard Jancewicz, polski fizyk teoretyczny, działacz społeczny (zm. 2021)
  - Nicole Péry, francuska nauczycielka, działaczka samorządowa, polityk, eurodeputowana
  - Alan Rollinson, brytyjski kierowca wyścigowy (zm. 2019)
- 1944:
  - Ulrich Beck, niemiecki socjolog (zm. 2015)
  - John Clawson, amerykański koszykarz (zm. 2018)
  - Lino Jordan, włoski biathlonista (zm. 2023)
  - Manuel Lapuente, meksykański piłkarz, trener
  - Pierre Trentin, francuski kolarz torowy i szosowy
  - Miruts Yifter, etiopski lekkoatleta, długodystansowiec (zm. 2016)
- 1945:
  - Krzysztof Pytel, polski szachista, trener i dziennikarz szachowy
  - Jerry Quarry, amerykański bokser (zm. 1999)
  - Witold Węgrzyn, polski artysta fotograf
- 1946:
  - Georges Bereta, francuski piłkarz (zm. 2023)
  - Zofia Skrzypek-Mrowiec, polska architekt, polityk, senator RP
  - Henryk Sołkiewicz, polski wiceadmirał
- 1947:
  - Hubert Falco, francuski samorządowiec, polityk
  - Jan Stanisław Kiczor, polski poeta (zm. 2018)
  - Ljubomir Petrović, serbski piłkarz, trener
  - Tomas Pettersson, szwedzki kolarz szosowy i torowy
  - Tomasz Tatarczyk, polski malarz (zm. 2010)
  - Muhyiddin Yassin, malezyjski polityk, premier Malezji
- 1948:
  - Jaroslav Bašta, czeski archeolog, dysydent, więzień polityczny, polityk, minister bez teki, dyplomata (zm. 2024)
  - Brian Eno, brytyjski kompozytor, muzyk, producent muzyczny
  - Geninho, brazylijski piłkarz, bramkarz, trener
  - Peter Hussing, niemiecki bokser (zm. 2012)
  - Niels Overweg, holenderski piłkarz, trener
  - Kathleen Sebelius, amerykańska polityk
- 1949:
  - Jean-François Hory, francuski prawnik, polityk, eurodeputowany (zm. 2017)
  - Lech Szymańczyk, polski menedżer, samorządowiec, polityk, poseł na Sejm RP
- 1950:
  - Jim Bacon, australijski polityk, premier Tasmanii (zm. 2004)
  - Loucif Hamani, algierski bokser (zm. 2021)
  - Nicholas Hammond, amerykański aktor, scenarzysta filmowy
  - Jørgen Marcussen, duński kolarz szosowy
- 1951:
  - Fergie Frederiksen, amerykański wokalista, członek zespołu Toto (zm. 2014)
  - Kaye Hall, amerykańska pływaczka
  - Małgorzata Kozłowska-Wojciechowska, polska gastroenterolog, profesor nauk medycznych (zm. 2024)
  - Isa Mustafa, kosowski polityk, premier Kosowa
  - Dariusz Szpakowski, polski dziennikarz i komentator sportowy
  - Frank Wilczek, amerykański fizyk, laureat Nagrody Nobla pochodzenia polsko-włoskiego
- 1952:
  - Chazz Palminteri, amerykański aktor, scenarzysta, reżyser i producent filmowy pochodzenia włoskiego
  - Antoni Bonifacy Reimann, polski duchowny katolicki, biskup Wikariatu Apostolskiego Ñuflo de Chávez w Boliwii
  - Imbarak Abd Allah asz-Szamich, libijski polityk, sekretarz generalny Powszechnego Kongresu Ludowego, premier Libii
  - Zenon Tyma, polski przedsiębiorca, polityk, poseł na Sejm RP (zm. 2025)
- 1953:
  - George Brett, amerykański baseballista
  - Mike Oldfield, brytyjski muzyk, kompozytor, multiinstrumentalista
  - Necati Özçağlayan, turecki piłkarz
  - Franco Selvaggi, włoski piłkarz, trener
- 1954:
  - Zofia Badura, polska poetka
  - Dragomir Cioroslan, rumuński sztangista
  - Henryk Grządzielski, polski polityk, senator RP
  - Jan Frycz, polski aktor
  - Eric Gerets, belgijski piłkarz, trener
  - Janusz Stokłosa, polski pianista, kompozytor
- 1955:
  - Liliana Bardijewska, polska tłumaczka, autorka słuchowisk, krytyk teatralna i literacka
  - Arthur Bernardes, brazylijski trener piłkarski
  - Muhammad Brahmi, tunezyjski polityk (zm. 2013)
  - Harald Heinke, niemiecki judoka
  - Lee Horsley, amerykański aktor
  - Jan Karandziej, polski hutnik, działacz opozycji antykomunistycznej
  - Piotr Mitzner, polski teatrolog, prozaik, eseista, poeta
  - Alexander Pusch, niemiecki szpadzista
  - Claudia Roth, niemiecka polityk
  - Javier Ruibal, hiszpański kompozytor, gitarzysta, wokalista, autor tekstów
  - Lia Wisi, cypryjska piosenkarka
  - Saint Pierre Yaméogo, burkiński reżyser, scenarzysta i producent filmowy (zm. 2019)
- 1956:
  - Adílio, brazylijski piłkarz (zm. 2024)
  - Henryk Dykty, polski polityk, poseł na Sejm RP
  - Gino Iorgulescu, rumuński piłkarz
  - Margarita Popowa, bułgarska prawnik, prokurator, pedagog, polityk
  - Kjartan Poskitt, brytyjski autor książek dla dzieci i młodzieży, prezenter telewizyjny
  - Mirek Topolánek, czeski polityk, premier Czech
  - Manuel Vicente, angolski polityk
  - Freeman Williams, amerykański koszykarz
  - Marek Wysocki, polski aktor, reżyser teatralny, kompozytor (zm. 2017)
- 1957:
  - Clark Davis, kanadyjski zapaśnik
  - Juan José Ibarretxe, baskijski polityk, prezydent Kraju Basków
  - Małgorzata Luksemburska, księżna Liechtensteinu
  - Norbert Növényi, węgierski zapaśnik
  - Wiesław Suchowiejko, polski polityk, samorządowiec, poseł na Sejm RP
- 1958:
  - Janusz Bargieł, polski samorządowiec, polityk, senator RP (zm. 2021)
  - Giampiero Gloder, włoski duchowny katolicki, arcybiskup
  - Halina Kołdras-Bartnicka, polska hokeistka na trawie
  - Ron Simmons, amerykański wrestler, futbolista
  - Ralf Walter, niemiecki polityk
- 1959:
  - Andrew Eldritch, brytyjski muzyk, wokalista, członek zespołu The Sisters of Mercy
  - Page Moseley, amerykański aktor
  - Luis Pérez-Sala, hiszpański kierowca wyścigowy
  - Charles Scicluna, maltański duchowny katolicki, arcybiskup Malty
- 1960:
  - Alison Jackson, angielska fotograficzka
  - Zofia Kiełpińska, polska biegaczka narciarska, biathlonistka
  - Rimas Kurtinaitis, litewski koszykarz
  - Nguyễn Mạnh Tường, wietnamski strzelec sportowy
- 1961:
  - Katrin Cartlidge, brytyjska aktorka (zm. 2002)
  - Sylvie Charrière, francuska polityk
  - Cyryl (Nakonieczny), rosyjski biskup prawosławny
  - Maciej Próchnicki, polski perkusista, członek zespołu Golden Life (zm. 2004)
  - Robert Wells, brytyjski bokser
- 1962:
  - Gro Dahle, norweska poetka, pisarka
  - Helmut Dieser, niemiecki duchowny katolicki, biskup Akwizgranu
  - Ernest Ebongué, kameruński piłkarz
  - Adam Wendt, polski saksofonista, kompozytor, aranżer, członek zespołu Walk Away
- 1963:
  - Brenda Bakke, amerykańska aktorka
  - Grant Heslov, amerykański aktor, reżyser, producent i scenarzysta filmowy pochodzenia żydowskiego
  - Zofia Kilanowicz, polska śpiewaczka operowa (sopran)
  - Romuald Mainka, niemiecki szachista pochodzenia polskiego
  - Markus Pieper, niemiecki przedsiębiorca, polityk, eurodeputowany
  - Kristen Vigard, amerykańska piosenkarka, autorka tekstów
- 1964:
  - Sulejman Demollari, albański piłkarz, trener
  - Lars Løkke Rasmussen, duński polityk, premier Danii
  - Wołodymyr Struk, samorządowiec, polityk, burmistrz Kreminny (zm. 2022)
  - Marek Wojaczek, polski sędzia żużlowy
- 1965:
  - George Fouché, południowoafrykański kierowca wyścigowy (zm. 2023)
  - Irina Kiriłłowa, rosyjska siatkarka
  - Raí, brazylijski piłkarz
  - Xhezair Shaqiri, macedoński polityk pochodzenia albańskiego
  - Krzysztof Skrętowicz, polski pilot samolotowy
  - Martin Sonneborn, niemiecki dziennikarz, satyryk, polityk, eurodeputowany
- 1966:
  - Ołeh Łutkow, ukraiński piłkarz, bramkarz, trener
  - Jiří Němec, czeski piłkarz
  - Greg Wise, brytyjski aktor
- 1967:
  - Simen Agdestein, norweski piłkarz, szachista
  - Kevin Davies, bahamski piłkarz, trener
  - Madhuri Dixit, indyjska aktorka
  - John Smoltz, amerykański baseballista
  - John Tlale, południowoafrykański piłkarz, bramkarz
  - Orlando Zapata, kubański polityk, dysydent, więzień polityczny (zm. 2010)
- 1968:
  - Cecilia Malmström, szwedzka polityk
  - Andrzej Szymańczak, polski perkusista, członek zespołów Closterkeller i Kult (zm. 1998)
- 1969:
  - Valentin Barbu, rumuński bokser
  - Holly McPeak, amerykańska siatkarka plażowa
- 1970:
  - Frank de Boer, holenderski piłkarz, trener
  - Ronald de Boer, holenderski piłkarz
  - Robert Dymkowski, polski piłkarz, trener
  - Judith Hermann, niemiecka pisarka
  - Milena Kindziuk, polska dziennikarka
  - Klaus Michler, niemiecki hokeista na trawie
  - Brad Rowe, amerykański aktor, scenarzysta i producent filmowy i telewizyjny
- 1971:
  - Zoubeir Baya, tunezjski piłkarz
  - Barnabas Imenger, nigeryjski piłkarz (zm. 2021)
  - Anwar ul Haq Kakar, pakistański polityk
  - Sam Trammell, amerykański aktor
- 1972:
  - Danny Alexander, brytyjski polityk
  - David Charvet, francuski aktor, piosenkarz
  - Agnieszka Warchulska, polska aktorka
- 1973:
  - Laura Codruța Kövesi, rumuńska prawnik, polityk
  - Ivan Lunardi, włoski skoczek narciarski
  - John McCusker, szkocki muzyk folkowy
  - Wolfgang Rottmann, austriacki biathlonista
  - Andrij Teteruk, ukraiński wojskowy, polityk
- 1974:
  - Siergiej Antipow, kazachski hokeista
  - Anna Huk, polska nauczycielka, działaczka samorządowa, członek zarządu województwa podkarpackiego
  - Piotr Przydział, polski kolarz szosowy
  - Rafał Szałajko, polski aktor
  - Zhan Xugang, chiński sztangista
- 1975:
  - Karolina Adamczyk, polska aktorka
  - Nikodem (Baranowski), ukraiński biskup prawosławny
  - Ólafur Örn Bjarnason, islandzki piłkarz, trener
  - Jeff Greenwood, amerykański snowboardzista
  - Danny Hay, nowozelandzki piłkarz
  - Marek Kałużyński, polski aktor
  - Ray Lewis, amerykański futbolista
  - Alaksiej Michalewicz, białoruski działacz społeczny, polityk
  - Peng Xiaoming, chińska lekkoatletka, tyczkarka
  - Christian Planer, austriacki strzelec sportowy
  - Albert Sarkisjan, ormiański piłkarz
  - Iwona Tybinkowska, polska wioślarka
- 1976:
  - Søren Berg, duński piłkarz
  - Jacek Krzynówek, polski piłkarz
  - Janis Papadimitriu, grecki piłkarz
  - Cyrille Thouvenin, francuski aktor
- 1977:
  - Weronika Glinkiewicz, polska żeglarka
  - Fabien Merciris, francuski kolarz torowy i szosowy, triathlonista
  - Aydın Polatçı, turecki zapaśnik
- 1978:
  - Dwayne De Rosario, kanadyjski piłkarz pochodzenia gujańskiego
  - Edu, brazylijski piłkarz
  - Krzysztof Ignaczak, polski siatkarz
  - Marta Lach, polska siatkarka
  - Elisa Togut, włoska siatkarka
- 1979:
  - Naroa Agirre, hiszpańska lekkoatletka, tyczkarka
  - Adolfo Bautista, meksykański piłkarz
  - Daniel Caines, brytyjski lekkoatleta, sprinter
  - Erik van den Doel, holenderski szachista
  - Li Yanfeng, chińska lekkoatletka, dyskobolka
  - Scott Lunsford, amerykański aktor
  - Renato, brazylijski piłkarz
  - Dominic Scott, irlandzki gitarzysta, członek zespołów: Roundstone i Keane
  - Luke Wilkins, szwajcarski aktor, pisarz, dziennikarz
- 1980:
  - Erica Bartolina, amerykańska lekkoatletka, tyczkarka
  - Monika Drybulska, polska lekkoatletka, maratonka
  - Ahmed Eid Abdel Malek, egipski piłkarz
  - Laura Harvey, angielska piłkarka
  - Yvonne Hijgenaar, holenderska kolarka torowa
  - Richard Kahan, kanadyjski aktor
  - O.S.T.R., polski raper
- 1981:
  - Ben, niemiecki piosenkarz
  - Joana Costa, brazylijska lekkoatletyka, tyczkarka
  - Patrice Evra, francuski piłkarz pochodzenia senegalskiego
  - Jerome Holman, amerykański koszykarz
  - Li Juan, chińska siatkarka
  - Zara Phillips, brytyjska jeźdźczyni sportowa, członkini rodziny królewskiej
  - Jamie-Lynn Sigler, amerykańska aktorka
  - Carla Tiene, brazylijska tenisistka
- 1982:
  - Alexandra Breckenridge, amerykańska aktorka
  - Veronica Campbell-Brown, jamajska lekkoatletka, sprinterka
  - Segundo Castillo, ekwadorski piłkarz
  - Anna Floris, włoska tenisistka
  - Jani Haapamäki, fiński zapaśnik
  - Jessica Sutta, amerykańska aktorka, tancerka, wokalistka, członkini zespołu The Pussycat Dolls
- 1983:
  - Péter Bácsi, węgierski zapaśnik
  - Germain Chardin, francuski wioślarz
  - Alaksandr Kułakou, białoruski hokeista
  - Gibril Sankoh, sierraleoński piłkarz
  - Josh Simpson, kanadyjski piłkarz
  - Yang Jinghui, chiński skoczek do wody
- 1984:
  - Andrei Cristea, rumuński piłkarz
  - Agata Dróżdż, polska lekkoatletka, biegaczka
  - Piotr Iwanicki, polski tancerz
  - Medhi Lacen, algierski piłkarz
  - Juan Carlos Valenzuela, meksykański piłkarz
- 1985:
  - Radu Basalau, rumuński rugbysta
  - Tania Cagnotto, włoska skoczkini do wody
  - Carl Medjani, algierski piłkarz
  - Justine Robbeson, południowoafrykańska lekkoatletka, oszczepniczka i wieloboistka
  - David Smith, amerykański siatkarz
  - Ashlynn Yennie, amerykańska aktorka
- 1986:
  - Jo Aleh, nowozelandzka żeglarka sportowa
  - Brandon Barnes, amerykański baseballista
  - Matías Fernández, chilijski piłkarz
  - Johan Harju, szwedzki hokeista
  - Tomáš Klus, czeski piosenkarz, gitarzysta
  - Maibritt Kviesgård, duńska piłkarka ręczna
  - Luis Montes, meksykański piłkarz
  - Marta Stobba, polska piłkarka
- 1987:
  - Anaïs Bescond, francuska biathlonistka
  - Brian Dozier, amerykański baseballista
  - Anna Jankowska, polska wioślarka
  - Romana Maláčová, czeska lekkoatletka, tyczkarka
  - Leonardo Mayer, argentyński tenisista
  - Andy Murray, szkocki tenisista
  - Tyrese Rice, amerykańsko-czarnogórski koszykarz
  - Anna Starmach, polska kucharka, baristka
  - Thaísa, brazylijska siatkarka
- 1988:
  - Camilla Dalby, duńska piłkarka ręczna
  - Jessica Falkholt, australijska aktorka (zm. 2018)
  - William Graves, amerykański koszykarz
  - Samir Məmmədov, azerski bokser
  - Nwal-Endéné Miyem, francuska koszykarka
  - Nemanja Nešić, serbski wioślarz (zm. 2012)
  - Anna Zych, polska lekkoatletka, trójskoczkini
- 1989:
  - Max Befort, niemiecki aktor
  - Kenneth Gangnes, norweski skoczek narciarski
  - Naomi Graham, amerykańska pięściarka
  - James Holland, australijski piłkarz
  - Philipp Hosiner, austriacki piłkarz
  - Synnøve Solemdal, norweska biathlonistka
  - Marek Wróbel, polski hokeista
  - Mapou Yanga-Mbiwa, francuski piłkarz pochodzenia środkowoafrykańskiego
  - Yang Junjing, chińska siatkarka
- 1990:
  - Ryō Aono, japoński snowboardzista
  - Sophie Cookson, brytyjska aktorka
  - Jordan Eberle, kanadyjski hokeista
  - Ján Kuciak, słowacki dziennikarz śledczy (zm. 2018)
  - Li Xueying, chińska sztangistka
- 1991:
  - Łukasz Mejza, polski samorządowiec, polityk, poseł na Sejm RP
  - Magdalena Mielnik, polska triathlonistka (zm. 2017)
  - Femi Ogunode, katarski lekkoatleta, sprinter
  - Elias Uzamukunda, rwandyjski piłkarz
  - Anamari Velenšek, słoweńska judoczka
- 1992:
  - Bartosz Bielenia, polski aktor
  - Danyjił Bołdyrew, ukraiński wspinacz sportowy
  - Patrycja Królikowska, polska piłkarka ręczna
  - Andrew Pozzi, brytyjski lekkoatleta, płotkarz pochodzenia włoskiego
  - Artūrs Salija, łotewski hokeista
  - Alyxandria Treasure, kanadyjska lekkoatletka, skoczkini wzwyż
- 1993:
  - David Bellego, francuski żużlowiec
  - Shanice Craft, niemiecka lekkoatletka, dyskobolka i kulomiotka pochodzenia amerykańskiego
  - Tomáš Kalas, czeski piłkarz
  - Biekchan Ozdojew, rosyjski zapaśnik pochodzenia inguskiego
- 1994:
  - Abdulmajeed Al-Sulaiheem, saudyjski piłkarz
  - Steliano Filip, rumuński piłkarz
  - Anthony Mossi, kongijski piłkarz, bramkarz
  - Luis Villagómez, ekwadorski zapaśnik
- 1995:
  - Ksienija Sitnik, białoruska piosenkarka
  - George Sørensen, duński hokeista, bramkarz
  - Jakub Wolny, polski skoczek narciarski
- 1996:
  - Birdy, brytyjska piosenkarka, autorka tekstów
  - Nerea Camacho, hiszpańska aktorka
  - Sam Merrill, amerykański koszykarz
  - Jolene Marie Rotinsulu, indonezyjska modelka, aktorka, laureatka konkursów piękności
  - Raven Saunders, amerykańska lekkoatletka, kulomiotka
- 1997:
  - Ousmane Dembélé, francuski piłkarz pochodzenia malijskiego
  - Smokepurpp, amerykański raper, producent muzyczny
- 1998:
  - Fatin al-Hammami, tunezyjska zapaśniczka
  - Bose Samuel, nigeryjska zapaśniczka
  - Lucrezia Stefanini, włoska tenisistka
  - Kazuki Tomono, japoński łyżwiarz figurowy
- 1999:
  - Anastasija Gasanowa, rosyjska tenisistka
  - Seone Mendez, australijska tenisistka
  - Arnór Sigurðsson, islandzki piłkarz
  - Sebastian Strózik, polski piłkarz
  - Klaudia Wojtunik, polska lekkoatletka, płotkarka
- 2000:
  - Cole Anthony, amerykański koszykarz
  - Dajana Jastremśka, ukraińska tenisistka
  - Lü Yixin, chiński skoczek narciarski
- 2001:
  - Jeremiah Azu, brytyjski lekkoatleta, sprinter pochodzenia ghańskiego
  - Wiktorija Radewa, bułgarska szachistka
- 2002 – Chrislain Matsima, francuski piłkarz pochodzenia kongijskiego
- 2003:
  - Marharyta Kiselowa, ukraińska piłkarka
  - Daniel Mrázek, czeski łyżwiarz figurowy
- 2004 – Gabriel Slonina, amerykański piłkarz, bramkarz pochodzenia polskiego
- 2006:
  - Wilfried Nathan Doualla, kameruński piłkarz
  - Haerin, południowokoreańska modelka, wokalistka, członkini girlsbandu NewJeans

## Zmarli
- 392 – Walentynian II, cesarz rzymski (ur. 371)
- 884 – Maryn I, papież (ur. ?)
- 925 – Mikołaj I Mistyk, patriarcha Konstantynopola (ur. 852)
- 1036 – Go-Ichijō, cesarz Japonii (ur. 1008)
- 1157 – Jerzy Dołgoruki, wielki książę kijowski (ur. ok. 1090)
- 1174 – Nur ad-Din, władca Syrii (ur. 1118)
- 1268 – Piotr II, hrabia Sabaudii (ur. 1203)
- 1376 – Naong Hyegŭn, koreański mistrz sŏn (ur. 1320)
- 1388 – Wacław, elektor Saksonii (ur. ok. 1337)
- 1450 – Andrzej Abellon, francuski dominikanin, malarz, błogosławiony (ur. 1375)
- 1461 – Domenico Veneziano, włoski malarz (ur. ok. 1410)
- 1464 – Henry Beaufort, angielski możnowładca (ur. 1436)
- 1470 – Karol VIII Knutsson Bonde, król Szwecji i Norwegii (jako Karol I) (ur. 1408/09)
- 1510 – Albrecht von Kolowrat, czeski arystokrata, polityk (ur. 1463)
- 1544 – Giulio Camillo Deominio, włoski humanista, filozof (ur. 1480)
- 1550 – Adrian Ondrusowski, rosyjski duchowny prawosławny, święty mnich męczennik (ur. ?)
- 1609 – Giovanni Croce, włoski kompozytor (ur. 1557)
- 1621 – Hendrick de Keyser, holenderski architekt, rzeźbiarz, medalier (ur. 1565)
- 1622 – Petrus Plancius, holenderski astronom, kartograf, teolog (ur. 1552)
- 1634 – Hendrick Avercamp, holenderski malarz (ur. 1585)
- 1639 – Paweł Piotr Tryzna, polski szlachcic, polityk (ur. ?)
- 1662 – Manfred I, książę Wirtembergii-Weiltingen (ur. 1626)
- 1674 – Kazimierz Florian Czartoryski, polski duchowny katolicki, arcybiskup gnieźnieński i prymas Polski (ur. 1620)
- 1682 – Jurij Dołgorukow, rosyjski kniaź, dowódca wojskowy (ur. 1602)
- 1702 – Feliks Kazimierz Potocki, polski dowódca wojskowy, polityk (ur. 1630)
- 1727 – Wawrzyniec Drucki-Sokoliński, polski duchowny greckokatolicki, tytularny arcybiskup smoleński (ur. 1681)
- 1734 – Sebastiano Ricci, włoski malarz (ur. 1659)
- 1736 – Pompeo Ferrari, włoski architekt (ur. ok. 1660)
- 1740 – Ephraim Chambers, brytyjski pisarz, encyklopedysta (ur. 1680)
- 1746 – Giovanni Antonio Ricieri, włoski kompozytor (ur. 1679)
- 1765 – Walenty Żebrowski, polski bernardyn, malarz, polichromista (ur. ?)
- 1775 – Stanisław Antoni Burzyński, polski szlachcic, prawnik, polityk (ur. 1701)
- 1780 – Jacek Bartłomiej Ogrodzki, polski polityk (ur. 1711)
- 1782 – Richard Wilson, brytyjski malarz (ur. 1714)
- 1785 – Karel Blažej Kopřiva, czeski kompozytor, organista (ur. 1756)
- 1786 – Eva Ekeblad, szwedzka hrabina, chemik, agronom (ur. 1724)
- 1792 – Maria Ludwika Burbon, cesarzowa rzymsko-niemiecka, królowa czeska i węgierska (ur. 1745)
- 1793 – Peter Adolf Hall, szwedzki malarz miniaturzysta (ur. 1739)
- 1796 – Anton von Leubnitz, saski i polski dyplomata (Ur. 1717)
- 1802 – Friedrich Anton von Heynitz, pruski polityk (ur. 1725)
- 1806 – James Watson, amerykański polityk (ur. 1750)
- 1813 – Franciszek Ksawery Woyna, polski generał lejtnant wojsk koronnych, polityk, dramaturg, poeta, tłumacz (ur. 1850)
- 1815 – Jacopo Alessandro Calvi, włoski malarz (ur. 1740)
- 1823 – Antonín František Bečvařovský, czeski organista, pianista, kompozytor (ur. 1754)
- 1824 – Johann Philipp von Stadion, austriacki polityk, dyplomata (ur. 1763)
- 1831 – Jan Jerzy Wilkxycki, polski duchowny katolicki, biskup chełmiński (ur. 1763)
- 1832:
  - Józef Karol Skrodzki, polski fizyk, zoolog, wykładowca akademicki (ur. 1787)
  - Carl Friedrich Zelter, niemiecki kompozytor, pedagog (ur. 1758)
- 1833 – Edmund Kean, brytyjski aktor (ur. 1789)
- 1834 – Benedetto Cappelletti, włoski duchowny katolicki, biskup Rieti, kardynał (ur. 1764)
- 1842 – Emmanuel de Las Cases, francuski arystokrata, pisarz (ur. 1766)
- 1845:
  - Braulio Carrillo Colina, kostarykański adwokat, polityk, prezydent Kostaryki (ur. 1800)
  - Jerzy II, książę Waldeck-Pyrmont (ur. 1789)
- 1847 – Daniel O’Connell, irlandzki polityk (ur. 1775)
- 1852:
  - Louisa Adams, amerykańska pierwsza dama (ur. 1775)
  - Karl Agricola, austriacki malarz, grafik (ur. 1779)
- 1857 – Wasilij Tropinin, rosyjski malarz portrecista (ur. 1776)
- 1863 – Zygmunt Padlewski, polski działacz niepodległościowy, generał powstania styczniowego (ur. 1836)
- 1864:
  - Ignacy Humnicki, polski dramatopisarz (ur. 1798)
  - Henryk Małachowski, polski hrabia, uczestnik powstania listopadowego, zesłaniec (ur. 1794)
- 1870 – Harro Harring, niemiecki poeta, prozaik, działacz rewolucyjny i demokratyczny pochodzenia duńskiego (ur. 1798)
- 1873 – Aleksander Jan Cuza, bojar mołdawski, książę Zjednoczonych Księstw Mołdawii i Wołoszczyzny (ur. 1820)
- 1876 – Eliza Branicka, polska arystokratka (ur. 1820)
- 1877 – Kazimierz Woyda, polski polityk, prezydent Warszawy (ur. 1812)
- 1878 – Edward Jan Römer, polski działacz społeczny, pisarz, tłumacz, malarz (ur. 1806)
- 1879 – Jakob Stämpfli, szwajcarski polityk, prezydent Szwajcarii (ur. 1820)
- 1883 – Josiah Gorgas, amerykański generał konfederacki (ur. 1818)
- 1886 – Emily Dickinson, amerykańska poetka (ur. 1830)
- 1891:
  - Théodore Deck, francuski fizyk, chemik, ceramik (ur. 1823)
  - Jan Aleksander Fredro, polski hrabia, komediopisarz, pamiętnikarz (ur. 1829)
  - Albrecht Heinrich von Schlieckmann, niemiecki polityk (ur. 1835)
- 1896:
  - Piotr Kobyliński, polski duchowny katolicki, historyk, publicysta, działacz społeczny i niepodległościowy (ur. 1814)
  - Piotr Szembek, polski hrabia, polityk (ur. 1843)
- 1900 – Herman Benni, polski pastor ewangelicki, pedagog, redaktor czasopism (ur. 1834)
- 1903 – Paul Albert, niemiecki kolarz torowy (ur. 1876)
- 1904:
  - Étienne-Jules Marey, francuski fizjolog, fotograf (ur. 1830)
  - Chaim Zelig Słonimski, polski pisarz, matematyk, astronom, wynalazca pochodzenia żydowskiego (ur. 1810)
- 1905:
  - Adrian Głębocki, polski malarz, rysownik, litograf, pedagog (ur. 1833)
  - Adolf Schulz-Evler, polski pianista, kompozytor (ur. 1852 lub 54)
- 1906 – Ferdynand Kudelka, polski historyk amator (ur. 1842)
- 1907 – Thomas Shanahan, irlandzki rugbysta (ur. 1864)
- 1912:
  - Octave Garnier, francuski anarchista (ur. 1889)
  - Albino Jara, paragwajski polityk, prezydent Paragwaju (ur. 1877)
- 1913 – Władimir Noskow, rosyjski rewolucjonista (ur. 1878)
- 1914 – Jovan Skerlić, serbski krytyk i teoretyk literacki (ur. 1877)
- 1915 – Stefan Jaworski, polski ułan, legionista (ur. 1896)
- 1916:
  - Richard Leonhard, niemiecki geograf (ur. 1870)
  - Jessie Washington, amerykańska ofiara linczu (ur. 1899)
- 1920:
  - Giulio Boschi, włoski duchowny katolicki, biskup Ferrary i Todi, kardynał (ur. 1838)
  - Olof Mark, szwedzki żeglarz sportowy (ur. 1873)
- 1922 – Leslie Ward, brytyjski portrecista, karykaturzysta (ur. 1851)
- 1924 – Paul d’Estournelles de Constant, francuski polityk, dyplomata, laureat Pokojowej Nagrody Nobla (ur. 1852)
- 1925 – Nelson Miles, amerykański generał, polityk (ur. 1839)
- 1926 – Konstanty Koziełło, polski major obserwator (ur. 1895)
- 1927:
  - Zofia Paluchowa, polska modelka (ur. 1899)
  - Warren Tay, brytyjski chirurg, okulista (ur. 1843)
  - Konstantin Wieliczko, rosyjski generał, inżynier wojskowy pochodzenia polskiego (ur. 1856)
- 1930:
  - William John Locke, brytyjski pisarz (ur. 1863)
  - Maria Łomnicka, polska działaczka społeczna i niepodległościowa (ur. 1850)
- 1931:
  - Axel Andersen, duński gimnastyk (ur. 1891)
  - Leon Petrażycki, polski prawnik, filozof, socjolog prawa, etyk, logik, wykładowca akademicki (ur. 1867)
- 1932:
  - Tsuyoshi Inukai, japoński dziennikarz, publicysta, polityk, premier Japonii (ur. 1855)
  - Martin Rønne, norweski wojskowy, marynarz, polarnik, krawiec żagli (ur. 1861)
- 1933:
  - Hermann von François, niemiecki generał (ur. 1856)
  - Teobald Orkasiewicz, polski rzeźbiarz (ur. 1878)
  - Ernest Torrence, szkocki aktor (ur. 1878)
- 1935:
  - Kazimierz Malewicz, rosyjski malarz, teoretyk sztuki pochodzenia polskiego (ur. 1879)
  - Zdeněk Městecký, czeski lekkoatleta, średniodystansowiec (ur. 1881)
- 1937 – Philip Snowden, brytyjski polityk (ur. 1864)
- 1938:
  - Gheorghe Marinescu, rumuński neurolog (ur. 1863)
  - Eugenio Siena, włoski kierowca wyścigowy (ur. 1905)
- 1939:
  - Iwan Czistiakow, rosyjski generał, emigrant (ur. 1865)
  - Maksimilian Sawieljew, rosyjski ekonomista, dziennikarz, działacz komunistyczny (ur. 1884)
- 1941:
  - Arthur Foljambe, brytyjski arystokrata, polityk, pierwszy gubernator Generalny Nowej Zelandii (ur. 1870)
  - Ulrich Grauert, niemiecki generał pułkownik Luftwaffe (ur. 1889)
  - Wilhelm Rolny, polski historyk, bibliotekarz, wydawca źródeł (ur. 1872)
- 1942:
  - Kacper Ciołkosz, polski nauczyciel, działacz socjalistyczny i społeczny (ur. 1875)
  - Henryk Ehrlich, polski adwokat, dziennikarz, działacz Bundu pochodzenia żydowskiego (ur. 1882)
  - Zygmunt Gardecki, polski działacz socjalistyczny i związkowy (ur. 1885)
  - Gustav Jonson, estoński generał porucznik (ur. 1880)
  - Leon Komorski, polski bankowiec, kapitan (ur. 1890)
- 1943:
  - Ralph Erwin, austriacki kompozytor (ur. 1896)
  - Mieczysław Kowalski, polski działacz komunistyczny (ur. 1911)
  - Piotr Leszczyński, polski rolnik (ur. ?)
  - Stefan Pawlikowski, polski pułkownik pilot (ur. 1896)
  - Antoni Prusiński, polski rolnik (ur. ?)
- 1944 – Sergiusz, rosyjski duchowny prawosławny, patriarcha moskiewski i całej Rusi (ur. 1867)
- 1945:
  - Theodor Heinrich Bongartz, niemiecki funkcjonariusz i zbrodniarz nazistowski (ur. 1902)
  - Wiktor Turin, rosyjski reżyser i scenarzysta filmów dokumentalnych (ur. 1895)
  - Charles Williams, brytyjski poeta, prozaik, krytyk literacki, teolog (ur. 1886)
  - Jan Zarębski, polski chorąży piechoty, oficer AK (ur. 1890)
- 1946:
  - Michaił Biełousow, radziecki kapitan marynarki wojennej (ur. 1904)
  - Eberhard Schöngarth, niemiecki prawnik, funkcjonariusz i zbrodniarz nazistowski (ur. 1903)
- 1948 – Dezydery Szymkiewicz, polski botanik, wykładowca akademicki (ur. 1885)
- 1949:
  - Henri Beau, kanadyjski malarz (ur. 1863)
  - Józef Pogonowski, polski ziemianin, farmaceuta (ur. 1874)
  - Maurycy Stanisław Potocki, polski hrabia, ziemianin, porucznik ułanów rezerwy (ur. 1894)
- 1950 – Jack Hickey, australijski rugbysta (ur. 1887)
- 1952:
  - Albert Bassermann, niemiecki aktor (ur. 1867)
  - Tadeusz Breyer, polski rzeźbiarz, medalier (ur. 1874)
  - Italo Montemezzi, włoski kompozytor (ur. 1875)
- 1953:
  - Marian Kaczmarek, polski maszynista, kurier rządu na uchodźtwie (ur. 1904)
  - Chet Miller, amerykański kierowca wyścigowy (ur. 1902)
  - Stefan Skrzyszowski, polski żołnierz WiN (ur. 1911)
  - Dionizy Sosnowski, polski żołnierz WiN (ur. 1929)
  - Stefania Zieleńczyk, polska nauczycielka, autorka podręczników szkolnych (ur. 1890)
- 1954:
  - Atanas Burow, bułgarski bankier, polityk (ur. 1875)
  - Marmaduke Grove Vallejo, chilijski generał lotnictwa, polityk (ur. 1878)
- 1956:
  - Magdalena Aulina Saurina, hiszpańska Służebnica Boża (ur. 1897)
  - Austin Osman Spare, brytyjski okultysta, rysownik, malarz (ur. 1886)
  - Jack Zealley, angielski piłkarz (ur. 1874)
- 1957:
  - Keith Andrews, amerykański kierowca wyścigowy (ur. 1920)
  - Kazimierz Kühn, polski inżynier, działacz społeczny, samorządowiec, starosta powiatu częstochowskiego, prezydent Płocka (ur. 1875)
  - Charles Russell, australijski rugbysta (ur. 1884)
- 1960 – John Harley, urugwajski piłkarz, trener pochodzenia szkockiego (ur. 1886)
- 1961:
  - Róża Czacka, polska zakonnica, opiekunka niewidomych (ur. 1876)
  - Štefan Zamkovský, słowacki taternik, przewodnik górski, fotograf (ur. 1906)
- 1962:
  - Aleksiej Aksionow, rosyjski kompozytor, pedagog (ur. 1909)
  - Wadim Jurkiewicz, polski artysta fotograf (ur. 1911)
  - Francis Michie Shepherd, brytyjski dyplomata (ur. 1893)
- 1964:
  - Wanda Jarszewska, polska aktorka (ur. 1888)
  - Vladko Maček, chorwacki polityk (ur. 1879)
- 1966 – Venceslau Brás, brazylijski polityk, prezydent Brazylii (ur. 1868)
- 1967 – Edward Hopper, amerykański malarz, grafik, ilustrator (ur. 1882)
- 1968 – Gilbert Gérintès, francuski rugbysta (ur. 1902)
- 1969:
  - Adam Bunsch, polski malarz, dramatopisarz (ur. 1896)
  - Leon Horodecki, polski pułkownik dyplomowany artylerii (ur. 1898)
- 1971 – Maria Mokrzycka, polska śpiewaczka operowa (sopran) (ur. 1882)
- 1972:
  - Louis Noverraz, szwajcarski żeglarz sportowy (ur. 1902)
  - Romas Kalanta, litewski bohater narodowy, działacz antykomunistyczny (ur. 1953)
- 1973:
  - Eugene Rabinowitch, amerykański biofizyk, biochemik, poeta pochodzenia żydowskiego (ur. 1901)
  - Sylwin Strakacz, polski dziennikarz, kompozytor, dyplomata (ur. 1892)
- 1974:
  - Albert Lipczinski, polski malarz, grafik (ur. 1876)
  - Guy Simonds, kanadyjski generał (ur. 1903)
  - Boris Wołczek, radziecki operator i reżyser filmowy, pedagog (ur. 1905)
- 1976:
  - Mychajło Hreczucha, radziecki i ukraiński polityk (ur. 1902)
  - Samuel Eliot Morison, amerykański historyk, wykładowca akademicki (ur. 1887)
  - David Munrow, brytyjski flecista (ur. 1942)
- 1977:
  - Janusz Bułhak, polski kompozytor, fotografik (ur. 1906)
  - Sigisfredo Mair, włoski saneczkarz (ur. 1939)
- 1978:
  - Andrzej Chciuk, polski pisarz i dziennikarz emigracyjny (ur. 1920)
  - Robert Menzies, australijski polityk, premier Australii (ur. 1894)
- 1979:
  - Paweł Asłanowicz, polski prawnik, kompozytor (ur. 1907)
  - Elemér Somfay, węgierski lekkoatleta, wieloboista, pięcioboista nowoczesny (ur. 1898)
  - Curtis Stevens, amerykański bobsleista (ur. 1898)
- 1980 – Jóhann Hafstein, islandzki polityk, premier Islandii (ur. 1915)
- 1981:
  - Taras Boroweć, ukraiński pułkownik, działacz polityczny (ur. 1908)
  - Stanisław Podgórski, polski kolarz torowy (ur. 1905)
  - Marina Romanowa, rosyjska księżniczka (ur. 1892)
  - Josef Silný, czeski piłkarz, trener (ur. 1902)
- 1982:
  - Jenő Ádám, węgierski kompozytor, dyrygent (ur. 1896)
  - Rudolf Krzywiec, polski ceramik, pedagog (ur. 1895)
  - Gordon Smiley, amerykański kierowca wyścigowy (ur. 1946)
- 1983:
  - Marian Czepiec, polski poeta (ur. 1936)
  - Rodolfo Gucci, włoski aktor, przedsiębiorca (ur. 1912)
  - Aleksanteri Keisala, fiński zapaśnik (ur. 1916)
  - James Van Der Zee, amerykański fotograf (ur. 1886)
- 1984:
  - Michael Noble, brytyjski polityk (ur. 1913)
  - Irena Skwierczyńska, polska aktorka (ur. 1897)
  - Zofia Stulgińska, polska dziennikarka, tłumaczka, pisarka (ur. 1902)
- 1985:
  - Renato Olmi, włoski piłkarz (ur. 1914)
  - Emerson Spencer, amerykański lekkoatleta, sprinter (ur. 1906)
- 1986:
  - Elio de Angelis, włoski kierowca wyścigowy (ur. 1958)
  - Theodore H. White, amerykański historyk, dziennikarz (ur. 1915)
- 1987 – Lionel Van Praag, australijski żużlowiec (ur. 1908)
- 1989 – John Green, amerykański kompozytor, dyrygent (ur. 1908)
- 1990:
  - Jerzy Drzewiecki, polski konstruktor lotniczy, pilot doświadczalny (ur. 1902)
  - Witold Świadek, polski pilot (ur. 1949)
- 1991:
  - Shintarō Abe, japoński polityk (ur. 1924)
  - Amadou Hampâté Bâ, malijski pisarz, etnolog (ur. 1901)
  - Antoni Bogucki, polski inżynier elektryk, wykładowca akademicki, polityk, poseł na Sejm PRL (ur. 1923)
  - Ronald Lacey, brytyjski aktor (ur. 1935)
  - Władysław Prażmowski, polski lekarz (ur. 1900)
  - Fritz Riess, niemiecki kierowca wyścigowy (ur. 1922)
- 1993:
  - Siemion Ginzburg, radziecki architekt, polityk pochodzenia żydowskiego (ur. 1897)
  - Czesław Kania, polski entomolog, wykładowca akademicki (ur. 1927)
  - Barbara Kosmal, polska aktorka, modelka (ur. 1973)
  - Wiesław Koszela, polski dziennikarz, publicysta, prozaik, poeta, polityk (ur. 1936)
  - (lub 14 maja) Andrzej Kuśniewicz, polski prozaik, eseista, poeta (ur. 1904)
- 1994:
  - David Albritton, amerykański lekkoatleta, skoczek wzwyż, polityk (ur. 1913)
  - Gilbert Roland, amerykański aktor pochodzenia meksykańskiego (ur. 1905)
- 1995:
  - Taizan Maezumi, japoński mistrz zen (ur. 1931)
  - Dmitrij Żymierin, radziecki polityk (ur. 1906)
- 1996 – Virgil Ross, amerykański rysownik, animator (ur. 1907)
- 1997:
  - Andrzej Drawicz, polski eseista, krytyk literacki, tłumacz (ur. 1932)
  - Matylda Ossadnik, polska gimnastyczka, trenerka (ur. 1917)
- 1998:
  - Stefan Antosiewicz, polski działacz komunistyczny (ur. 1918)
  - John Hawkes, amerykański pisarz (ur. 1925)
  - Naim Talu, turecki ekonomista, bankier, polityk, premier Turcji (ur. 1919)
- 2000 – Jan Kowalski, polski kapitan pilot (ur. 1916)
- 2001:
  - Jean-Philippe Lauer, francuski egiptolog, archeolog, architekt (ur. 1902)
  - Jacek Strzemżalski, polski aktor, krytyk filmowy (ur. 1955)
- 2002 – Tatjana Okuniewska, rosyjska aktorka (ur. 1914)
- 2003:
  - June Carter Cash, amerykańska piosenkarka country (ur. 1929)
  - Constantin Dăscălescu, rumuński polityk, premier Rumunii (ur. 1923)
  - Rik Van Steenbergen, belgijski kolarz torowy i szosowy (ur. 1924)
- 2004 – Clint Warwick, brytyjski basista, członek zespołu The Moody Blues (ur. 1940)
- 2005 – Aulis Kallakorpi, fiński skoczek narciarski, skoczek do wody, gimnastyk (ur. 1929)
- 2006:
  - Eric Otero, amerykański kulturysta (ur. 1969)
  - David Sharp, brytyjski wspinacz (ur. 1972)
- 2007:
  - Yolanda King, amerykańska aktorka (ur. 1955)
  - Antonio Rodríguez, argentyński pięcioboista nowoczesny (ur. 1926)
- 2008:
  - Tommy Burns, szkocki piłkarz (ur. 1956)
  - Willis Eugene Lamb, amerykański fizyk, laureat Nagrody Nobla (ur. 1913)
- 2009 – Susanna Agnelli, włoska polityk, minister spraw zagranicznych, eurodeputowana (ur. 1922)
- 2010:
  - Besian Idrizaj, austriacki piłkarz pochodzenia albańskiego (ur. 1987)
  - Aldona Jawłowska, polska socjolog, wykładowczyni akademicka (ur. 1934)
  - John Shepherd-Barron, szkocki wynalazca (ur. 1925)
  - Bhairon Singh Shekhawat, indyjski polityk, wiceprezydent (ur. 1923)
- 2011:
  - Krystyna Dmochowska, polska aktorka (ur. 1956)
  - Pete Lovely, amerykański kierowca wyścigowy (ur. 1926)
  - Samuel Wanjiru, kenijski lekkoatleta, długodystansowiec (ur. 1986)
- 2012:
  - Carlos Fuentes, meksykański prozaik, eseista, dramaturg, publicysta (ur. 1928)
  - Maria Jezierska-Madziar, polska hydrobiolog, ichtiolog (ur. 1940)
  - Arno Lustiger, niemiecki pisarz, historyk pochodzenia żydowskiego (ur. 1924)
- 2013:
  - Jerzy Lichacz, polski muzyk, kompozytor, aranżer (ur. ok 1951)
  - Henrique Rosa, gwinejski polityk, prezydent Gwinei Bissau (ur. 1946)
  - Tarsycjusz Waszecki, polski duchowny katolicki, franciszkanin, kaznodzieja, pisarz (ur. 1935)
- 2014:
  - Jean-Luc Dehaene, belgijski polityk, premier Belgii (ur. 1940)
  - Jan Mucha, polski żużlowiec (ur. 1941)
  - Jean Oury, francuski psychiatra, psychoanalityk (ur. 1924)
- 2015:
  - André Lacrampe, francuski duchowny katolicki, arcybiskup Besançon (ur. 1941)
  - Leonard Spychalski, polski lekkoatleta, skoczek wzwyż (ur. 1926)
  - Leszek Wajda, polski scenograf filmowy (ur. 1930)
- 2016 – Aleksandra Jewtuchowicz, polska ekonomistka (ur. 1948)
- 2017:
  - Herbert R. Axelrod, amerykański popularyzator akwarystyki, publicysta (ur. 1927)
  - Thomas Daily, amerykański duchowny katolicki, biskup Brooklynu (ur. 1927)
  - Allan Lawrence, australijski lekkoatleta, długodystansowiec (ur. 1930)
  - Oleg Widow, rosyjski aktor (ur. 1943)
- 2018:
  - Moris Maurin, francuski zakonnik, członek zgromadzenia Małych Braci od Jezusa (ur. 1928)
  - Barbara Nawrocka-Dońska, polska pisarka, dziennikarka (ur. 1924)
  - Jlloyd Samuel, angielski piłkarz (ur. 1981)
  - Ray Wilson, angielski piłkarz (ur. 1934)
- 2019:
  - Jan Dowgiałło, polski hydrogeolog, dyplomata (ur. 1932)
  - Juan Antonio Menéndez Fernández, hiszpański duchowny katolicki, biskup Astorgi (ur. 1957)
  - Gabriel Mmole, tanzański duchowny katolicki, biskup Mtwary (ur. 1939)
- 2020:
  - Ryszard Adamus, polski producent i wydawca muzyczny, działacz piłkarski (ur. 1953)
  - Ezio Bosso, włoski pianista, dyrygent, kompozytor muzyki poważnej (ur. 1971)
  - Bogdan Dworak, polski pisarz, regionalista (ur. 1933)
  - Marek Model, polski malarz, rysownik, pedagog (ur. 1959)
  - Franco Nenci, włoski bokser (ur. 1935)
  - Maria Stangret-Kantor, polska malarka (ur. 1929)
  - Fred Willard, amerykański aktor (ur. 1933)
  - Ryszard Zieniawa, polski judoka, aikidoka, trener (ur. 1933)
- 2021:
  - Andrzej Buchacz, polski inżynier, wykładowca akademicki (ur. ?)
  - Đorđe Marjanović, serbski piosenkarz (ur. 1931)
  - Wiesław Mossakowski, polski prawnik, wykładowca akademicki (ur. 1949)
  - Ilias Wrazas, polski filozof, poeta, muzyk, wykładowca akademicki pochodzenia greckiego (ur. 1951)
- 2022:
  - Robert Cogoi, belgijski piosenkarz (ur. 1939)
  - Ignacy Gogolewski, polski aktor, reżyser teatralny i filmowy, prezes ZASP (ur. 1931)
  - Klara Höfels, niemiecka aktorka, reżyserka teatralna i dokumentalna (ur. 1949)
  - Tadeusz Kowalczyk, polski rolnik, polityk, poseł na Sejm RP (ur. 1933)
  - Stanisław Kulon, polski rzeźbiarz (ur. 1930)
  - Martin Munyanyi, zimbabwejski duchowny katolicki, biskup Gweru (ur. 1956)
  - Jerzy Trela, polski aktor (ur. 1942)
  - Șerban-Constantin Valeca, rumuński inżynier nuklearny, wykładowca akademicki, polityk, minister badań naukowych i innowacji (ur. 1956)
- 2023:
  - Zbigniew Kaczmarek, polski sztangista (ur. 1946)
  - Barbara Krupa-Wojciechowska, polska hipertensjolog, diabetolog, nefrolog, wykładowczyni akademicka (ur. 1930)
  - Robert Lucas Jr., amerykański ekonomista, wykładowca akademicki, laureat Nagrody Banku Szwecji im. Alfreda Nobla w dziedzinie ekonomii (ur. 1937)
  - Ron Northcott, kanadyjski curler (ur. 1935)
  - Valentin Pozaić, chorwacki duchowny katolicki, biskup pomocniczy zagrzebski (ur. 1945)
- 2024:
  - Vlastimil Harapes, czeski aktor, reżyser, tancerz, choreograf (ur. 1946)
  - Katherine Wei-Sender, amerykańska brydżystka (ur. 1930)
- 2025:
  - Luigi Alva, peruwiański śpiewak operowy (tenor) (ur. 1927)
  - Zbigniew Chłap, polski patofizjolog, nauczyciel akademicki, profesor nauk medycznych, działacz opozycji antykomunistycznej (ur. 1928)
  - Taina Elg, fińska aktorka (ur. 1930)
  - Joanna Rutkowiak, polska pedagog, profesor nauk humanistycznych (ur. 1935)
  - Natalja Szykolenko, białoruska lekkoatletka, oszczepniczka (ur. 1964)
  - Dušan Vujović, serbski ekonomista, nauczyciel akademicki, polityk, minister gospodarki, minister finansów (ur. 1951)